# Almenara
Almenara és un municipi del País Valencià situat a la comarca de la Plana Baixa. Limita al nord amb el terme de la Llosa; Al sud amb Benavites i una xicoteta fracció de Sagunt; a l'est limita amb el mar Mediterrani; i a l'oest amb els termes de La Vall d'Uixó, Sagunt, Quart de les Valls i Quartell. El nom de la vila deriva de l'àrab al-manara (la talaia).

## Geografia
Almenara és entre la costa i els contraforts de la serra d'Espadà, en el sector meridional de la comarca de la Plana Baixa.
El seu terme municipal té una extensió de 27,17 km², resultants dels 28,48 km² que li corresponien, abans del retallament que va sofrir a conseqüència d'un reajustament dels límits del seu terme amb el de la Llosa, segons acord del Consell de Ministres de 7 de desembre de 1939, del qual va sorgir un litigi entre els dos pobles, dictat a favor de la Llosa, l'any 1942.
Topografia plana excepte en el sector nord-oest, on apareixen lleugers contraforts. Els contraforts més occidentals del terme d'Almenara corresponen a les muntanyes: El Salt del Cavall (340 m); La Rodana (242 m); La Cassanya (158 m) i El Rodeno (171 m).
Damunt de la vila s'alça el Castell, ocupant el cim de la muntanya. El seu emplaçament, prop de la costa i en un puig quasi inaccessible, que tallava el pas entre la Plana Baixa i el Camp de Morvedre, feia d'ell un sentinella i àrbitre de les comunicacions.
El clima és benigne i regular, de tipus mediterrani.

### Hidrografia
No hi ha cap riu que fertilitze el terme. El principal corrent d'aigua que, procedent d'un brollador, travessa el terme és la séquia Major, procedent de la Font de Quart de les Valls, a uns 300 metres al nord de la dita població, en la veïna comarca de Les Valls. Antigament s'utilitzava el cabal d'esta séquia com a força hidràulica, per a alimentar tres molins arrossers; el de Pere, als confins d'este terme i el de Benavites; el de Canya; i el de Micalet; actualment només continua en funcionament el primer d'ells, encara que ja no utilitza l'aigua de la séquia per al seu funcionament.
En la part baixa del terme emergixen xicotets brolladors que alimenten la majoria de les séquies d'eixa zona, si bé el cabal d'aquells és insignificant. Les principals séquies de la zona baixa o de marjal són: La Parà, El Braç, per a on desaigüen Els Estanys, el canal de Torreblanca, que rep l'aigua de la séquia «Major», a més d'una majoria de les restants séquies; La Gola, La Marjal, Els Oms, Bobar, Séquia Nova, L'Arena, el canal dels Magraners, Orihuela, canal de Tres Metres i La Bóta.
Hi ha dos fonts de nom conegut: la de «La Bóta» i la de «Cantero». La primera deu el seu nom al fet que en els temps de pronunciada sequera, era conduït el seu líquid en bocois (grans bótes) per a consumir-lo els veïns de Sagunt i Les Valls, i la segona, perquè brolla en una finca en què l'amo tenia el cognom Cantero.
L'aspecte hidrogràfic més destacat de tot el terme municipal són els brolladors que afloren en l'interior de tres llacunes denominades «Els Estanys», entre la població i el mar, en plena zona de marjal i al peu dels últims contraforts muntanyosos. Durant molts anys, estes aigües han sigut utilitzades per a regar per inundació les terres destinades al cultiu de l'arròs; en l'actualitat donen abast, quan es necessita, el reg de fruiters i hortalisses. Estes llacunes són un focus interessant de riquesa biològica i constituïxen, després de l'Albufera de València, el règim lacustre més interessant des del punt de vista científic, del País Valencià.

## Història

### Edat antiga
És molt probable que la primitiva població d'Almenara fos fundada pels grecs de Zacint, fundadors de Sagunt, o pels cartaginesos en la seua primera vinguda a la península Ibèrica; doncs apareixen notícies que l'any 242 aC existia un temple dedicat a Venus, en la contornada d'esta població. Segons tots els indicis, pareix que la primitiva població d'Almenara es va formar al voltant de tal temple i immediata als insalubres terrenys pantanosos, ja que alguns historiadors al·ludeixen a l'existència d'un port situat en la falda del "Mont dels Estanys", remuntant la seua existència a l'època de cartaginesos i romans. Donades les circumstàncies que concorren en l'actual emplaçament de la població, és molt probable que la primitiva població fugira d'aquells llocs malsans i es traslladara al seu actual emplaçament, lloc més segur i resguardat, permetent-los al mateix temps atendre els interessos creats en les proximitats. D'esta manera arribem a la conclusió, no exempta de lògica, que l'origen de l'actual població no és de tan remota antiguitat, com el poblat que sens dubte va existir a l'ombra del Temple de Venus. Pareix més segur, això no obstant, que els primitius pobladors d'este territori pertanyien a la raça ibera, a la tribu dels bastetans i al país dels heretans.

### Edat mitjana
El topònim Almenara, d'origen àrab, és sinònim de talaia (lloc elevat) o d'Almenara, veus al·lusives als focus d'avís que a manera de moderns fars atalaiaven la costa. Un altre possible significat que se li atribueix a Almenara és el que prové de la seua forma composta «almena», torre o fortalesa, i «ara», temple o altar. Els romans, en el seu antic emplaçament junt amb el Temple de Venus, la van anomenar Afrodicio.
Els moriscos que poblaren la vila capitularen davant el setge de Jaume I el 1238, qui repoblà el lloc amb cristians. "…I quan estàvem en el Puig, ens va arribar missatge d'Almenara, de l'alfaquí i d'un altre sarraí que era molt poderós, que si ells podien parlar amb nos, ells ens rendirien Almenara…". Este paràgraf correspon a la "Crònica" de Jaume I, i és el començament del que relata respecte a la presa de la població que als peus dels últims contraforts de la serra d'Espadà està enclavada la població d'Almenara. El rei explica els detalls de la rendició en la quaresma de 1238, relatant l'arribada de la reina, Na Violant d'Hongria, de Borriana, a la que va esperar en la costa del peu del castell, "i nos i ella entràrem alegrement dins del castell, i amb gran alegria menjàrem". La possessió d'Almenara va portar com a conseqüència la rendició d'altres castells importants.
Almenara va pertànyer en principi, després de la conquista cristiana al patrimoni reial, però el gener de 1292 Jaume el Just la va vendre, junt amb els llocs de La Llosa, Quart i Xilxes, pel preu de 220.000 sous jaqueses, per escriptura davant de Francisco Reart, a Francesc de Pròixita, descendent del noble sicilià que va vindre disfressat de franciscà per a oferir al rei Pere el Gran de València la corona de Sicília, a la que se li considerava amb dret per haver casat amb Constança de Sicília, filla de Manfred I de Sicília, regent d'aquell país. Es va crear, perquè, en 1292 la Baronia d'Almenara, en un temps en què la població es componia de 400 cases, disposant d'un terme de tres llegües de llarg per una i mitja d'ample.
Al primer baró el va succeir el seu fill Olf, a qui al febrer de 1349 Pere IV el Cerimoniós li va concedir el mer i mixt imperi d'Almenara i Llutxent per 17.000 sous, quantitat que el mencionat monarca devia al noble.
Per disposició testamentària del IV baró, Olfo de Pròixita i Centelles, en 1422 es va fundar l'Hospital del Crucifix de Crist per a alberg de pobres vianants amb "sis llits i u dels llits amb curtets per a persones d'honor".
Sent el VII baró d'Almenara Joan de Pròixita i Centelles - defensor decidit del papa Benet XIII d'Avinyó, a qui va traure d'Avinyó, portant-lo a Peníscola -, Alfons el Magnànim, de qui era camarlenc i consiliari, li va concedir en 1447, el títol de comte, creant-se per tant el Comtat d'Almenara.
Fins a la supressió dels senyorius, era esta vila la capitalitat del Comtat d'Almenara, del que l'any 1500 formaven part, Quart, Quartell, Benavites, Xilxes, La Llosa i també pertanyien al mateix Comte, Llutxent, Palma de Gandia i Benissanó.
En aquella època, el senyor comte era amo i senyor de tot, fins a l'extrem d'haver de decidir ell els càrrecs rectors de la població, els quals requeien necessàriament en persones del seu grat. "…Els jurats que cessaven proposaven els seus successors. La terna era presentada per una Comissió al Sr. Comte d'Almenara, resident a València, el dia 21 de desembre de cada any. I era portadora d'un regal per a l'amo i senyor temporal de la vila consistent en deu parelles de gallets i sis focs d'alls o en un cuixot de cansalada i vuit pollastres…".

### Edat moderna
En 1521, molt prop d'esta vila va tindre lloc la batalla d'Almenara que va significar la segona derrota sofrida pels agermanats i que va suposar la pèrdua del control de les comarques castellonenques. Els agermanats, dirigits per Jaume Ros, es van enfrontar a les tropes del virrei, sent el duc de Sogorb qui manava l'exèrcit, contribuint el comte d'Almenara, Gaspar de Pròixita i Vives Boil, a la derrota. Les forces reials es van replegar després a Almenara, convertida en plaça d'armes de l'exèrcit i base per a les operacions sobre la Plana i Onda.
En 1552 va ser construïda "La Cort", el que anys més tard es va anomenar Ajuntament. En el mateix segle -1587- la comtessa viuda de Gaspar de Pròixita i d'Aragó, IV comte d'Almenara, va fundar en la vila un convent de dominics. Fins a l'exclaustració del segle xix (1835) el convent va tindre vida pròpia i serà destruït l'any 1839. L'actual Guarderia Infantil Laboral està edificada sobre l'espai que en el seu moment va ocupar el convent.
Per a casar-se Felip III amb Margarida d'Àustria va vindre en 1599 a València, on s'havia disposat celebrar la cerimònia matrimonial, i al mateix temps va jurar els Furs del Regne i es va aclamar rei. Amb tal ocasió van passar els nous esposos per Almenara, en el mes d'abril, rebent-los el comte Josep de Pròixita i Borja, acompanyat de nombrosos cavallers.
En l'actualitat el Comte d'Almenara, En Vicent d'Orbe i Pinies, viu a Sant Sebastià.
El plànol de la vila repeteix el traçat en quadrícula, comú a diverses poblacions de la Plana, fundades o repoblades pel rei Conqueridor (Castelló, Vila-real, Nules, …). El primer recinte en tauler el conformaven dos eixos transversals, tallats en quadrícula per quatre carrers longitudinals. Fins a les darreries del xviii la vila romangué murallada per un doble recinte. El primer llenç es construí a començament del XVI i estava adossat als corrals de les cases. El segon, que deixava 3,25 m amb l'anterior, s'inicià el 1543 i els angles estaven flanquejats per quatre torres, a més de dues més en els centres dels murs nord i sud.
A començament del XVI Almenara tenia 118 cases. La població visqué alts i baixos en els segles següents per a iniciar l'arrancada en la segona meitat del segle xix. Cap a 1820 la vila ja tenia dos ravals extramurs que foren els inductors del creixement posterior. En les primeres dècades del present segle encara es conservava el llenç exterior de la muralla, però la població s'eixamplava en direcció E-NE pel raval de la Vall i cap al S, cercant el límit de la carretera de Castelló a València.
La desaparició de les muralles, (s'ha recuperat un llenç i una de les torres) empentà el creixement cap a les cotes més elevades del puig del castell, deixant l'horta lliure per al conreu, tal com esdevé en tants altres pobles del litoral.

### Contemporaneïtat
La pressió demogràfica més elevada s'ha operat durant la dècada dels setanta i particularment de 1970 a 1975, lustre en què es va passar de 4.091 habitants a 5.022, xifra en què sembla haver-se estancat fins al moment actual. La vila amplia els horitzons traspassant l'obstacle de la vella carretera, seguint l'eix del camí de la Mar que al seu torn porta a l'estació del ferrocarril. És la nova zona d'habitatges i magatzems de taronges. També s'ha completat el creixement cap a l'Oest en el vessant de la muntanya i s'ha dibuixat un plànol que s'obri en ventall cap al SO. Les línies futures de creixement estan orientades cap al S-SE i guanyen terreny als conreus, mentre que és més modest el creixement cap al castell. El desviament de la carretera N-340 ha facilitat el creixement cap al Sud, però per l'est ha quedat tancat per la barrera que representen la N-340, la línia fèrria de Barcelona i l'Autopista A-7.

## Demografia
| 1990  | 1992  | 1994  | 1996  | 1998  | 2000  | 2002  | 2004  | 2005  | 2006  | 2011  |
| ----- | ----- | ----- | ----- | ----- | ----- | ----- | ----- | ----- | ----- | ----- |
| 5.090 | 5.042 | 5.081 | 5.018 | 5.001 | 4.912 | 5.016 | 5.045 | 5.069 | 5.324 | 6.102 |

## Política i govern

### Composició de la Corporació Municipal
El Ple de l'Ajuntament està format per 13 regidors. En les eleccions municipals de 26 de maig de 2019 foren elegits 7 regidors del Partit Socialista del País Valencià (PSPV-PSOE), 3 del Partit Popular (PP) i 3 de Compromís per Almenara (Compromís).
| Eleccions municipals de 26 de maig de 2019 - Almenara                                                                           |                                          |                                     |                                     |        |          |          |
| Candidatura | Candidatura                              | Candidatura                         | Cap de llista                       | Vots   | Vots     | Regidors |
| | Partit Socialista del País Valencià-PSOE |                                     | Estíbaliz Pérez Navarro             | 1.527  | 48,38%   | 7 ()     |
| | Partit Popular                           |                                     | Alicia Teresa Bañuls Mejía          | 611    | 19,36%   | 3 (-1)   |
| | Compromís per Almenara                   |                                     | Quique Castelló Abad                | 611    | 19,36%   | 3 (+1)   |
| | Altres candidatures                      |                                     |                                     | 241    | 7,64%    | 0        |
| | Vots en blanc                            |                                     |                                     | 34     | 1,08%    |          |
| Total vots vàlids i regidors | Total vots vàlids i regidors             | Total vots vàlids i regidors        | Total vots vàlids i regidors        | 3.156  | 100 %    | 13       |
| | Vots nuls                                | Vots nuls                           | Vots nuls                           | 49     | 1,53%    |          |
| Participació (vots vàlids més nuls)                                                                                             | Participació (vots vàlids més nuls)      | Participació (vots vàlids més nuls) | Participació (vots vàlids més nuls) | 3.205  | 68,16%** |          |
| Abstenció | Abstenció                                | Abstenció                           | Abstenció                           | 1.497* | 31,84%** |          |
| Total cens electoral | Total cens electoral                     | Total cens electoral                | Total cens electoral                | 4.702* | 100 %**  |          |
| Alcaldessa: Estíbaliz Pérez Navarro (PSPV) (15/06/2019) Per majoria absoluta dels vots dels regidors (7 vots de PSPV)           |                                          |                                     |                                     |        |          |          |
| Fonts: JEC, JEZ Castelló, M. Interior, Periòdic Ara. (* No són vots sinó electors. ** Percentatge respecte del cens electoral.) |                                          |                                     |                                     |        |          |          |

### Alcaldes
Des de 2015 l'alcaldessa d'Almenara és Estíbaliz Pérez Navarro del Partit Socialista del País Valencià.
| Període                       | Alcalde o alcaldessa          | Partit polític | Data de possessió | Observacions |
| ----------------------------- | ----------------------------- | -------------- | ----------------- | ------------ |
| 1979–1983                     | Vicente Morales Canelles      | PSPV-PSOE      | 19/04/1979        | --           |
| 1983–1987                     | Josep Vicent Pastor Casanova  | PSPV-PSOE      | 28/05/1983        | --           |
| 1987–1991                     | Josep Vicent Pastor Casanova  | PSPV-PSOE      | 30/06/1987        | --           |
| 1991–1995                     | Josep Vicent Pastor Casanova  | PSPV-PSOE      | 15/06/1991        | --           |
| 1995–1999                     | José Luis Argamasilla Córdoba | EUPV-EV        | 17/06/1995        | --           |
| 1999–2003                     | Vicent Gil Olmedo             | PSPV-PSOE      | 03/07/1999        | --           |
| 2003–2007                     | Vicent Gil Olmedo             | PSPV-PSOE      | 14/06/2003        | --           |
| 2007–2011                     | Vicent Gil Olmedo             | PSPV-PSOE      | 16/06/2007        | --           |
| 2011–2015                     | Vicent Gil Olmedo             | PSPV-PSOE      | 11/06/2011        | --           |
| 2015–2019                     | Estíbaliz Pérez Navarro       | PSPV-PSOE      | 13/06/2015        | --           |
| 2019-2023                     | Estíbaliz Pérez Navarro       | PSPV-PSOE      | 15/06/2019        | --           |
| Des de 2023                   | Estíbaliz Pérez Navarro       | PSPV-PSOE      | 17/06/2023        | --           |
| Fonts: Generalitat Valenciana |                               |                |                   |              |

## Usos del sòl i economia
El comerç i la manipulació de la taronja és el principal motor econòmic del municipi. El món agrari ha sigut la peça fonamental de l'economia del poble, activitats entre grans i xicotets propietaris de terres, que han anat incorporant millores tècniques de reg amb noves reguladores. La taronja és el producte que definitivament es cultivarà en tot el terme, exceptuant en la marjal que es dedica a altres productes d'estiu, especialitats que s'han estés en el sector per a cultius de temporada (meló, meló d'alger, hortalisses...) i vivers especialitzats en varietats (en l'actualitat estos cultius han descendit de forma significativa).
Al voltant de 6 comerços dedicats a l'emmagatzemament i manipulació de cítrics han exportat els seus productes des d'Almenara als mercats europeus. Precisament en estos magatzems s'emprava, encara que de forma temporal, a més del 54% del mercat de treball d'esta localitat: col·lectiu que alterna esta ocupació amb altres treballs estacionals. Tanmateix, la crisi d'una firma rellevant com Pascual Germans va desembocar en un notable descens de la població ocupada. L'últim cens sobre el mercat local de treball va donar una taxa d'ocupació per sectors econòmics del 31,5% en agricultura, 5% en indústria, 10% en construcció i 54% en sector serveis. Entre la població ocupada, entorn de les 2.000 persones un 66% són homes, i el 34% restant són dones que treballen per torns en la seua majoria en el manipulat dels cítrics.
D'esta estructura poblacional es pot comprendre la importància que el món agrari té per a l'economia d'Almenara, que ha marcat els moviments financers del poble. En els últims anys s'està experimentant una notable diversificació dels sectors econòmics, gràcies a la potenciació i posada en marxa del sector industrial que es plasma en polígons industrials per a captar empreses en esta zona d'influència.
I com no, el gran impuls i l'aposta per altres vies de desenvolupament, com és el turisme, comencen en esta població a tindre de forma incipient però directa els seus efectes en l'economia. El projecte de creació de més de 3.000 habitatges, la majoria destinada a segones residències, i la inversió en la platja Casablanca apunten que dins de poc el turisme serà una font d'ingressos de gran importància.
Quant a les zones verdes, el municipi d'Almenara té un total de 89.675 m², repartits en 33.250 m² en el poble, 4.925 m² en la platja i 51.500 m² de zona verda de caràcter privat.

## Monuments
- Església dels Sants Joans. Del segle xviii.

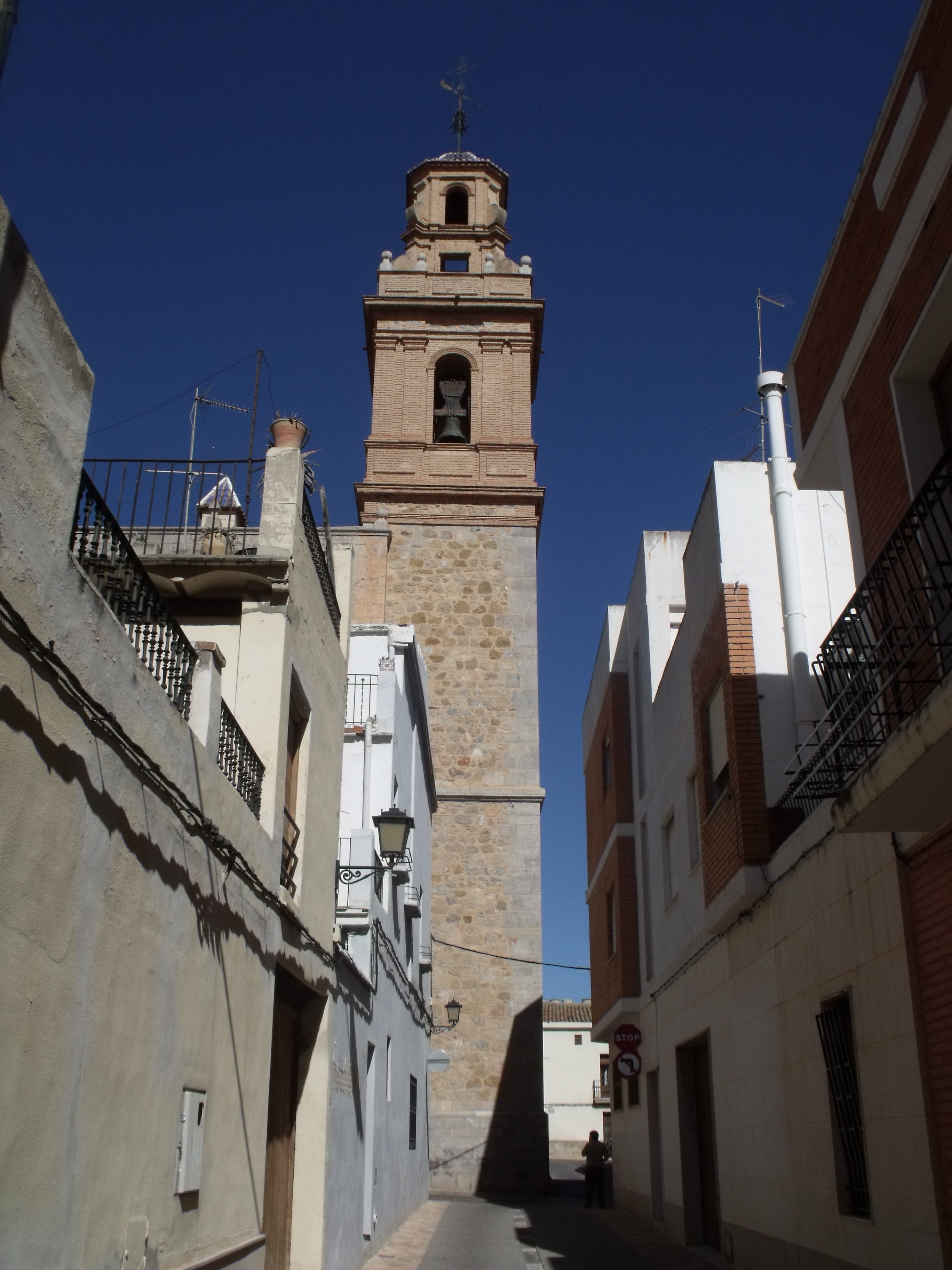
Campanar
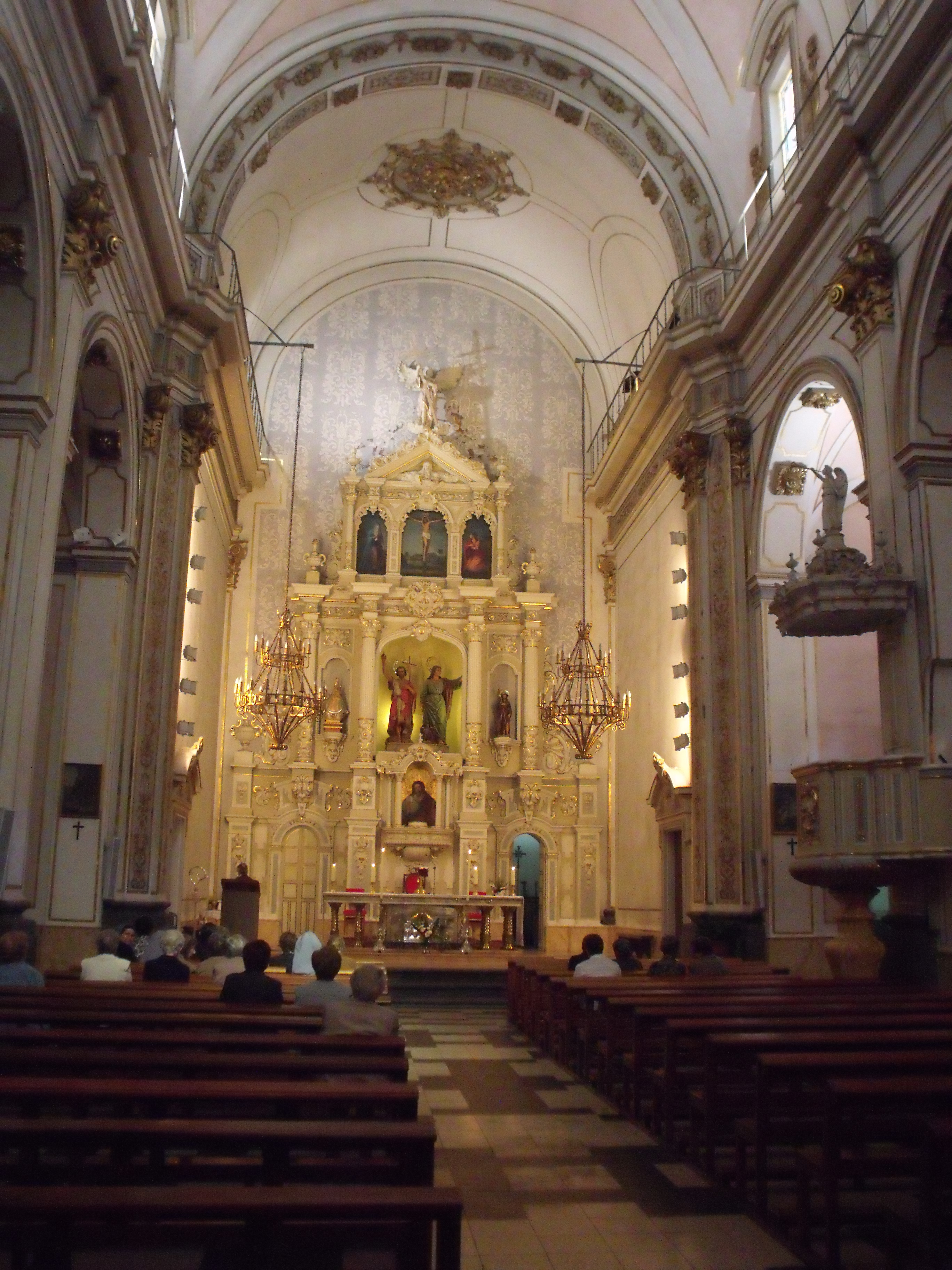
Altar major
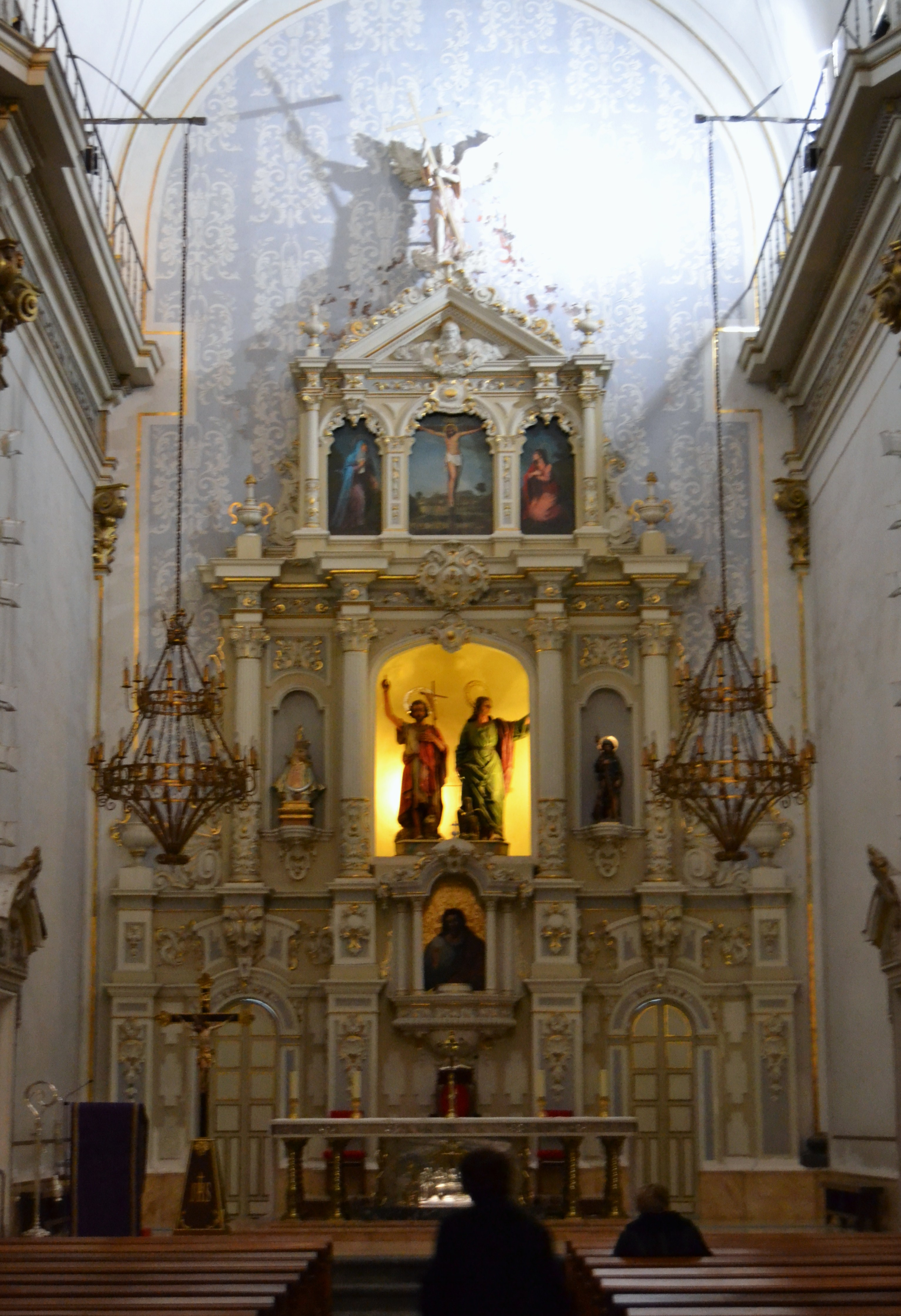
Altar major
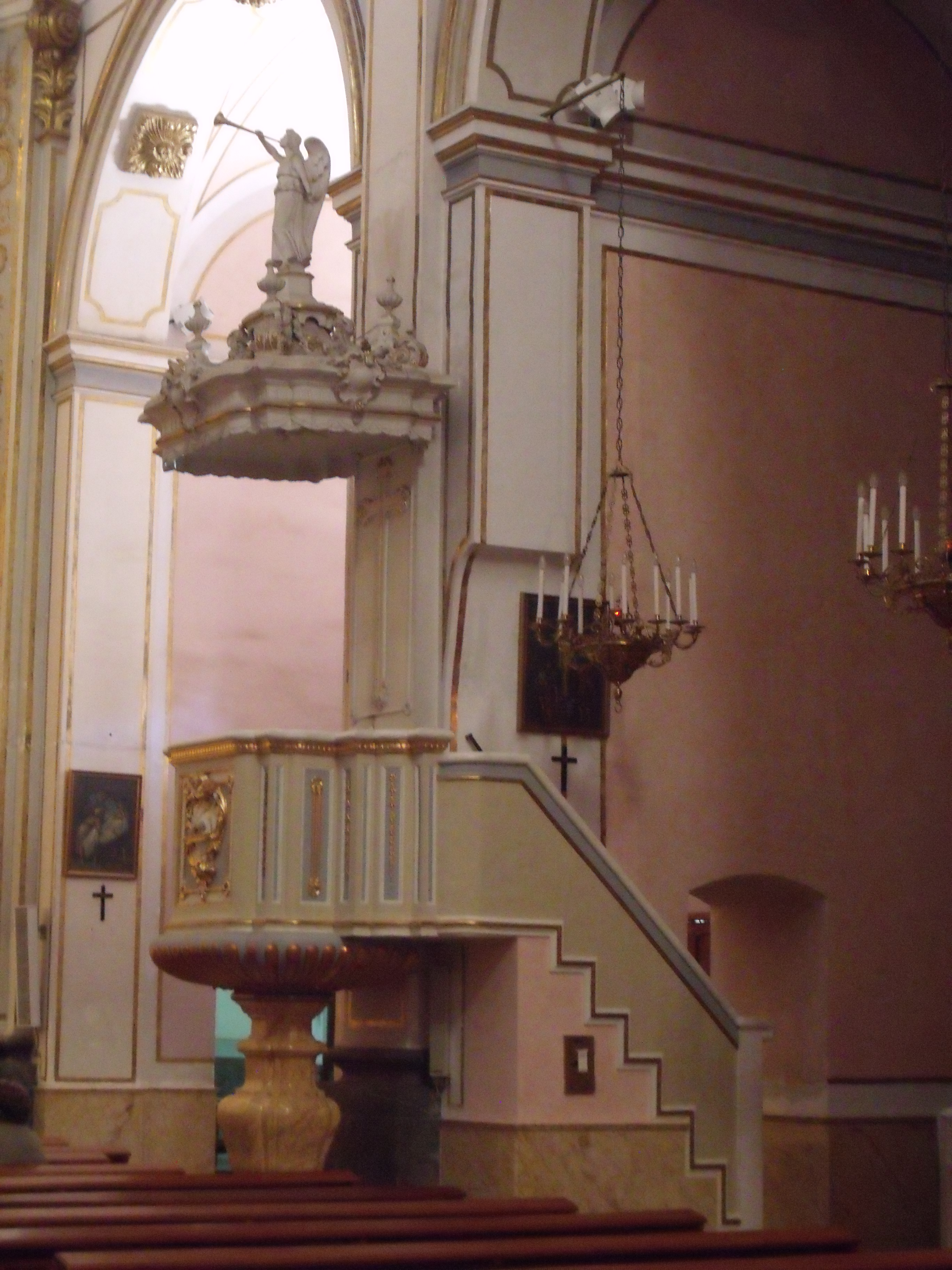
Púlpit
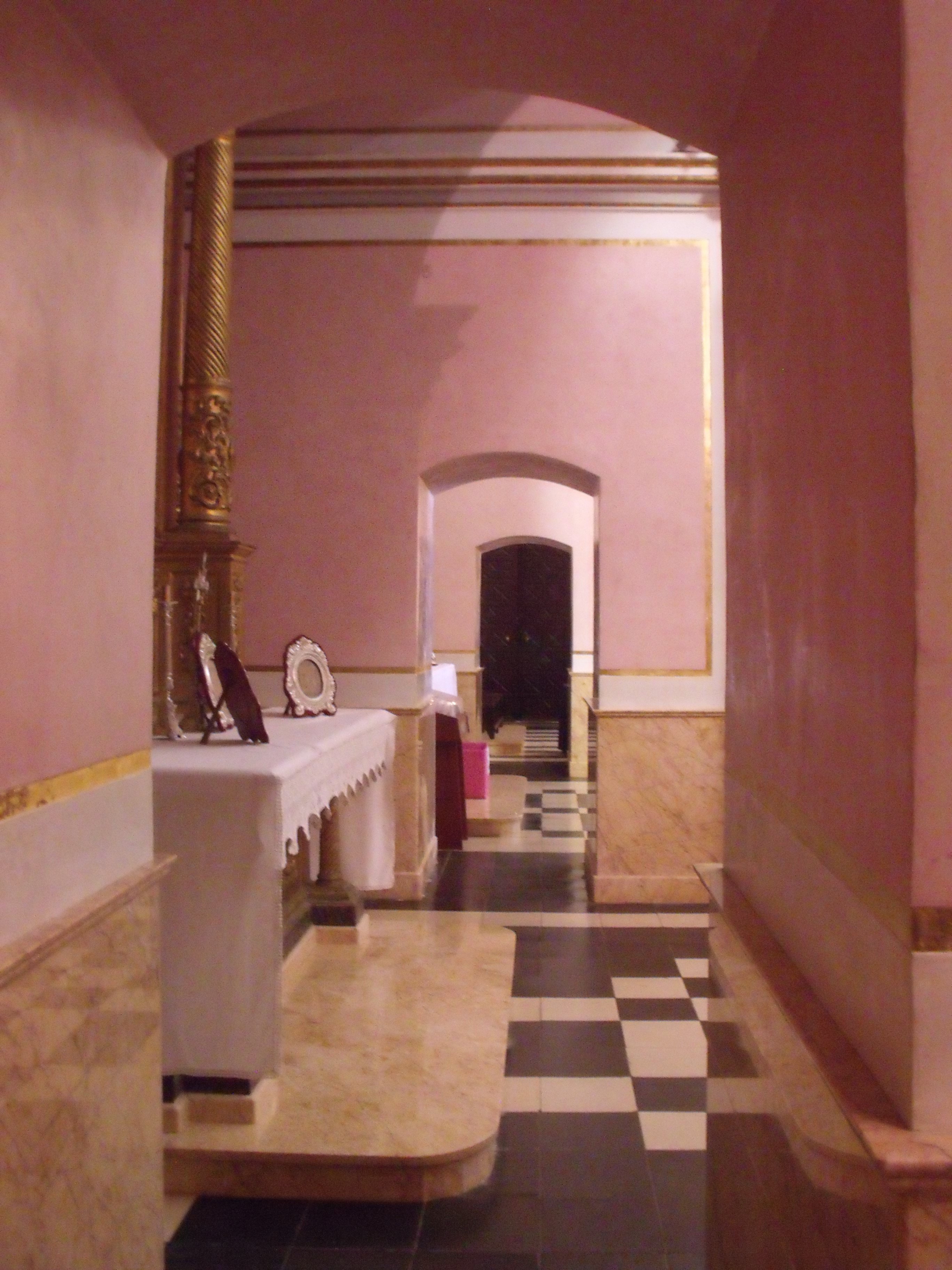
Capelles laterals
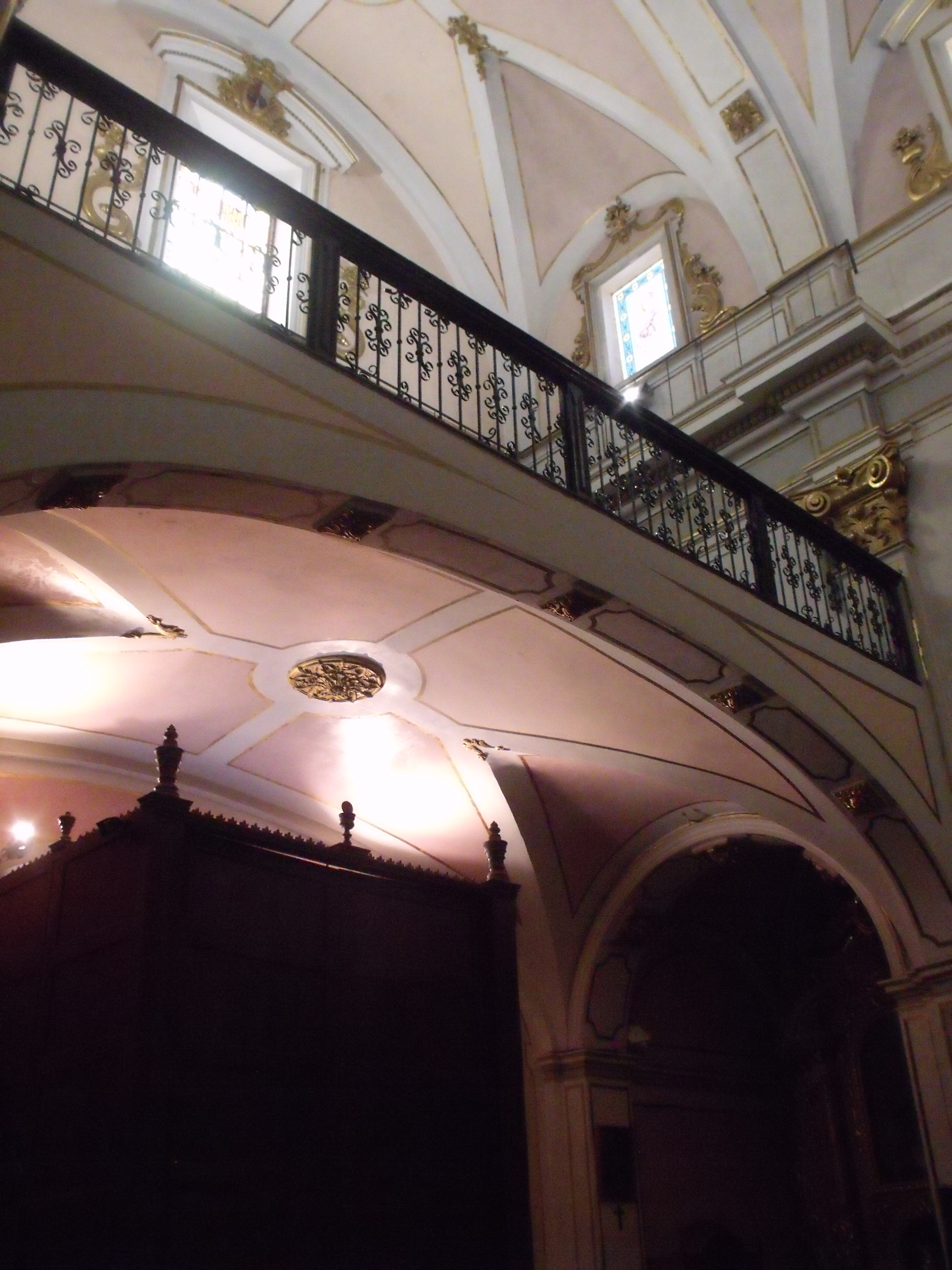
Cor
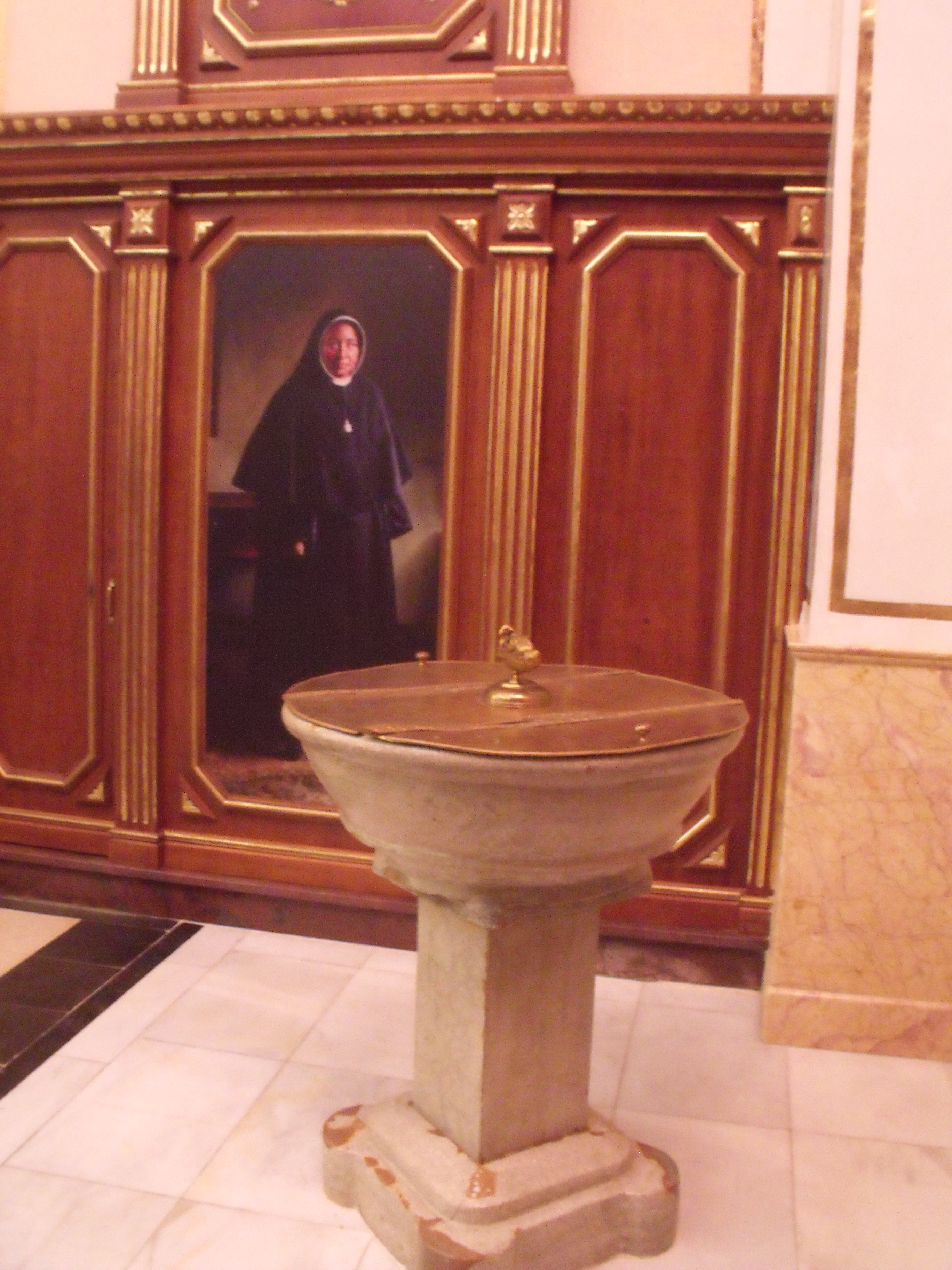
Pica Baptismal

- La Creueta. Peiró de terme d'estil gòtic.
- Castell. Construït sobre el turó que domina la població. Va ser construït pels àrabs en l'edat mitjana. Les dues torres conegudes com L'Agüelet i L'Agüeleta encara es conserven.

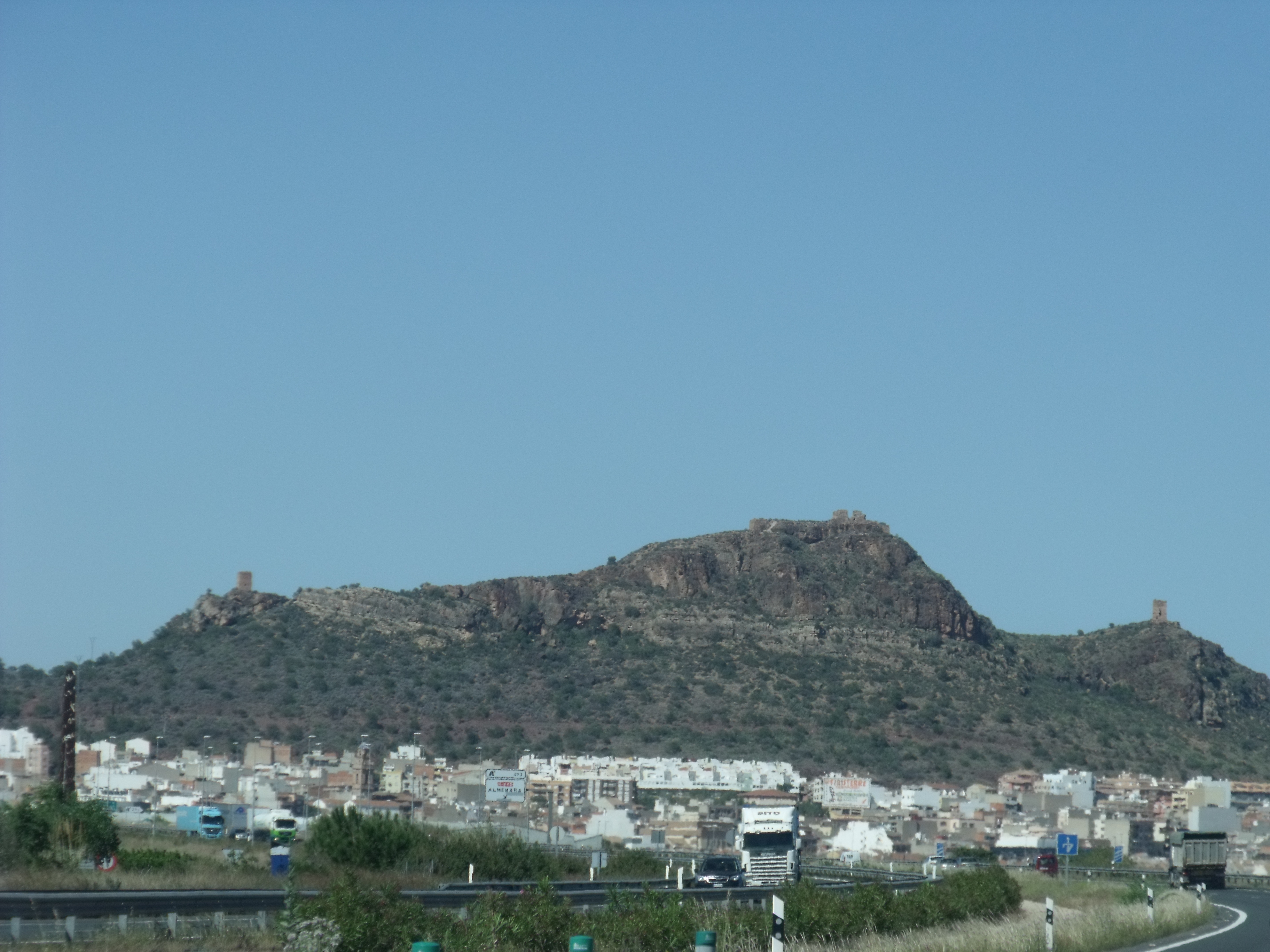
Restes del Castell
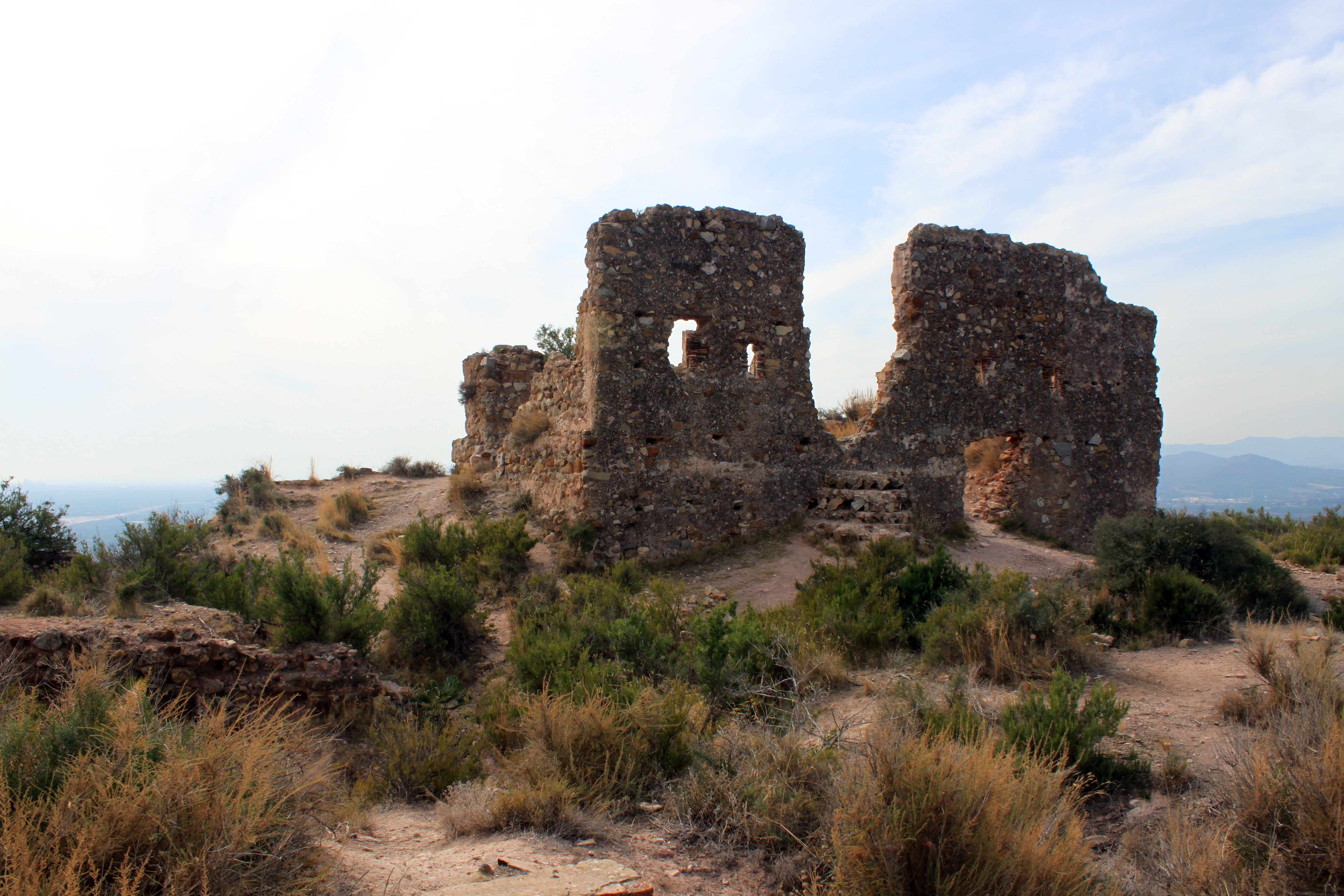
Restes del Castell
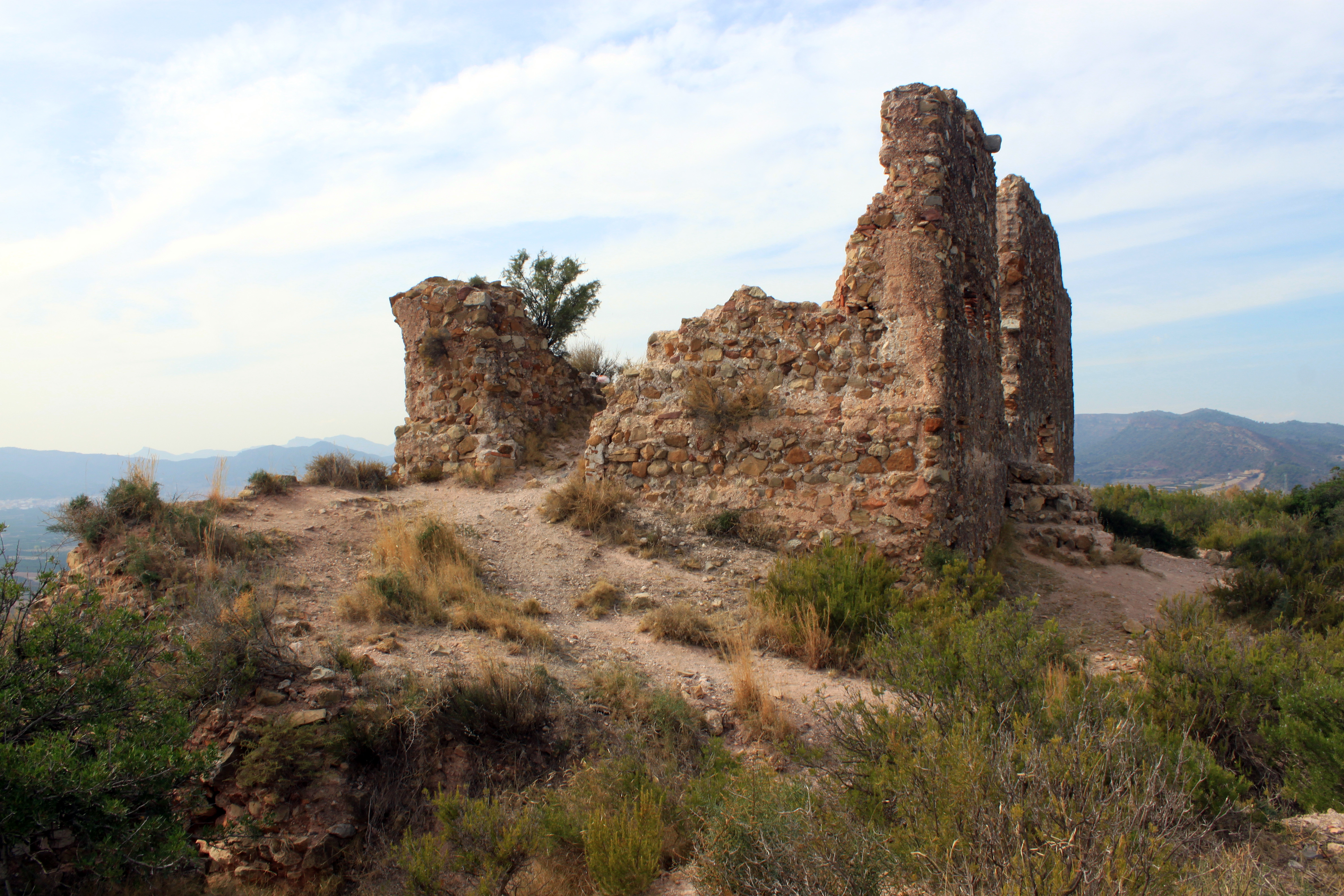
Restes del Castell
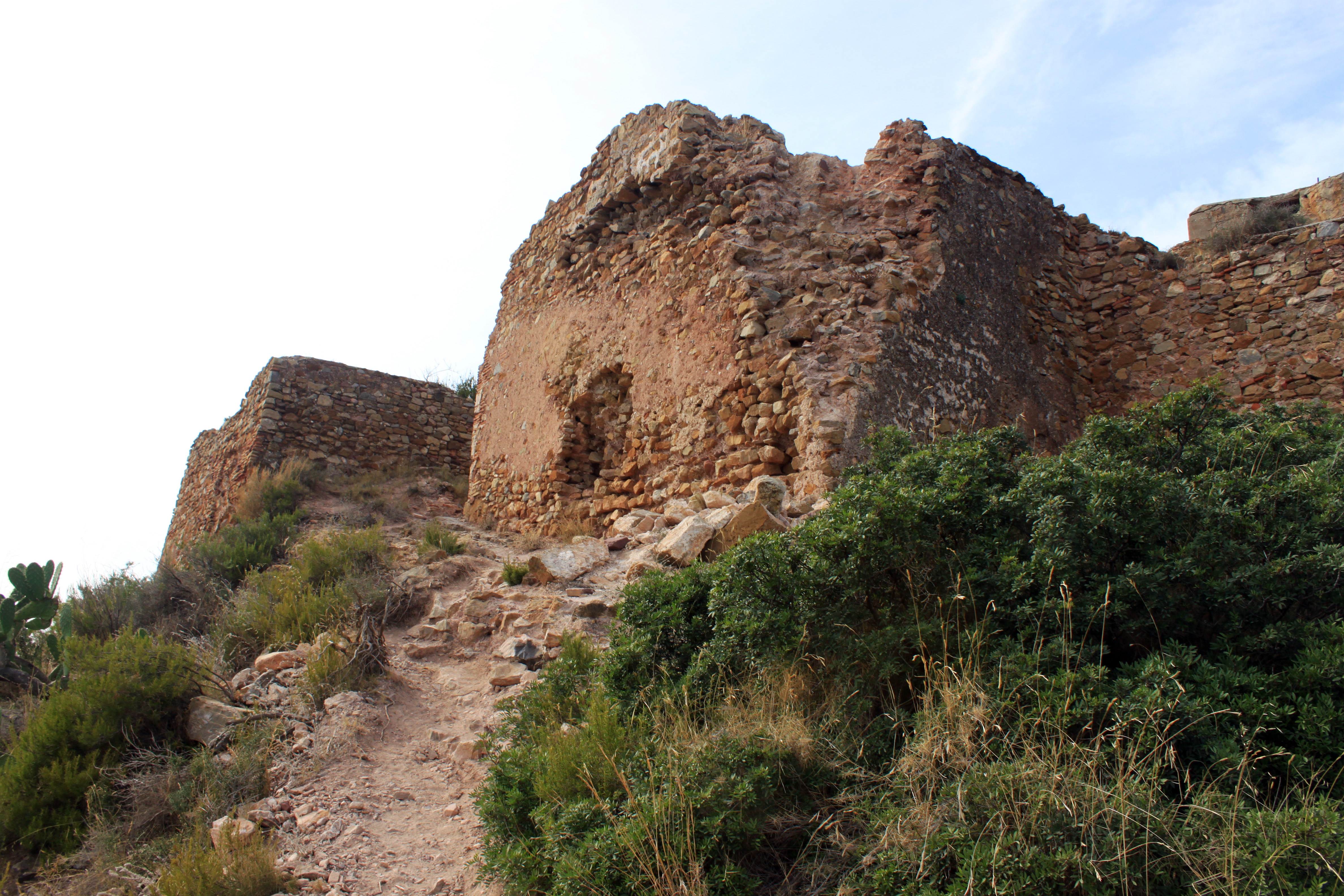
Restes del Castell
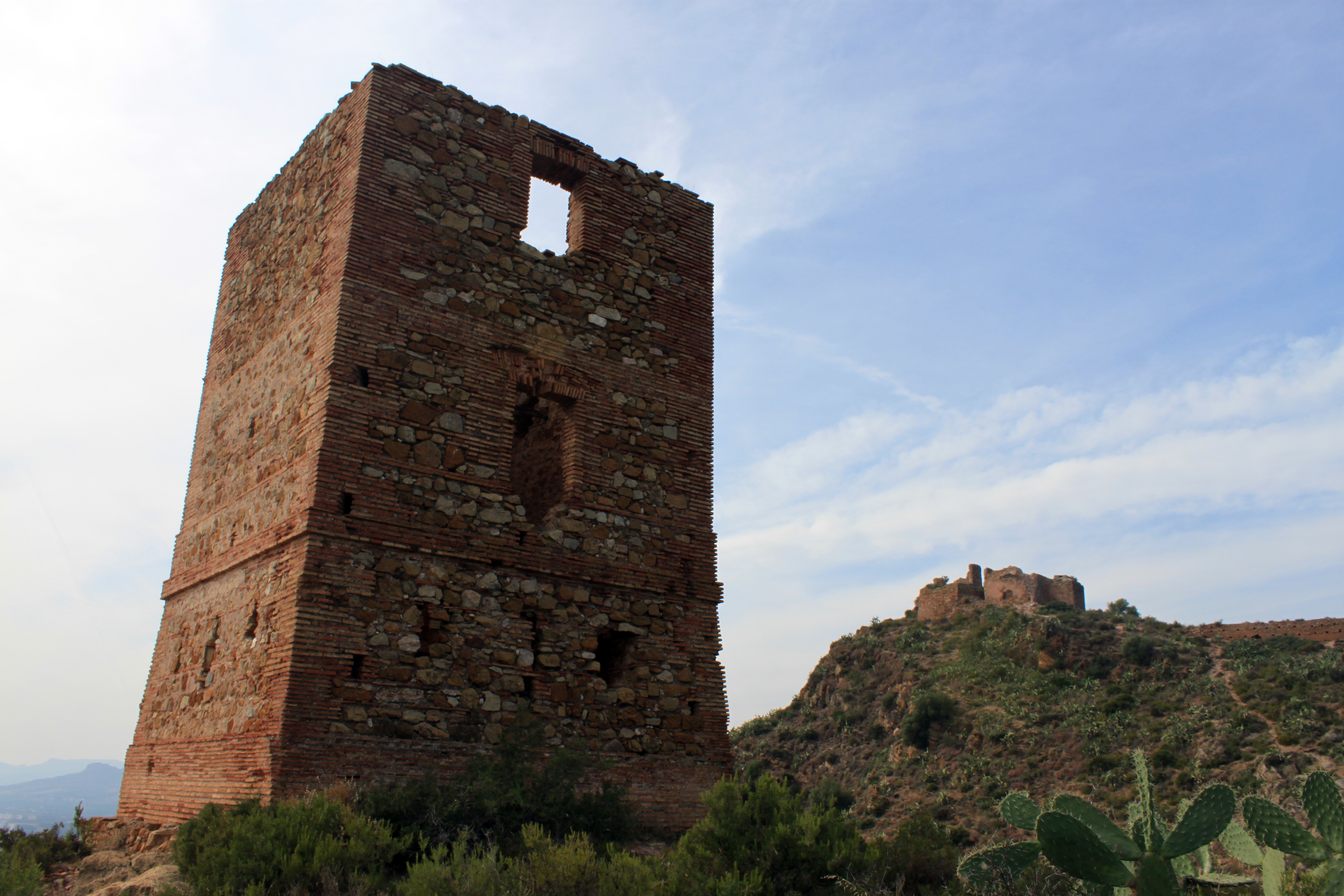
Torre Llevant
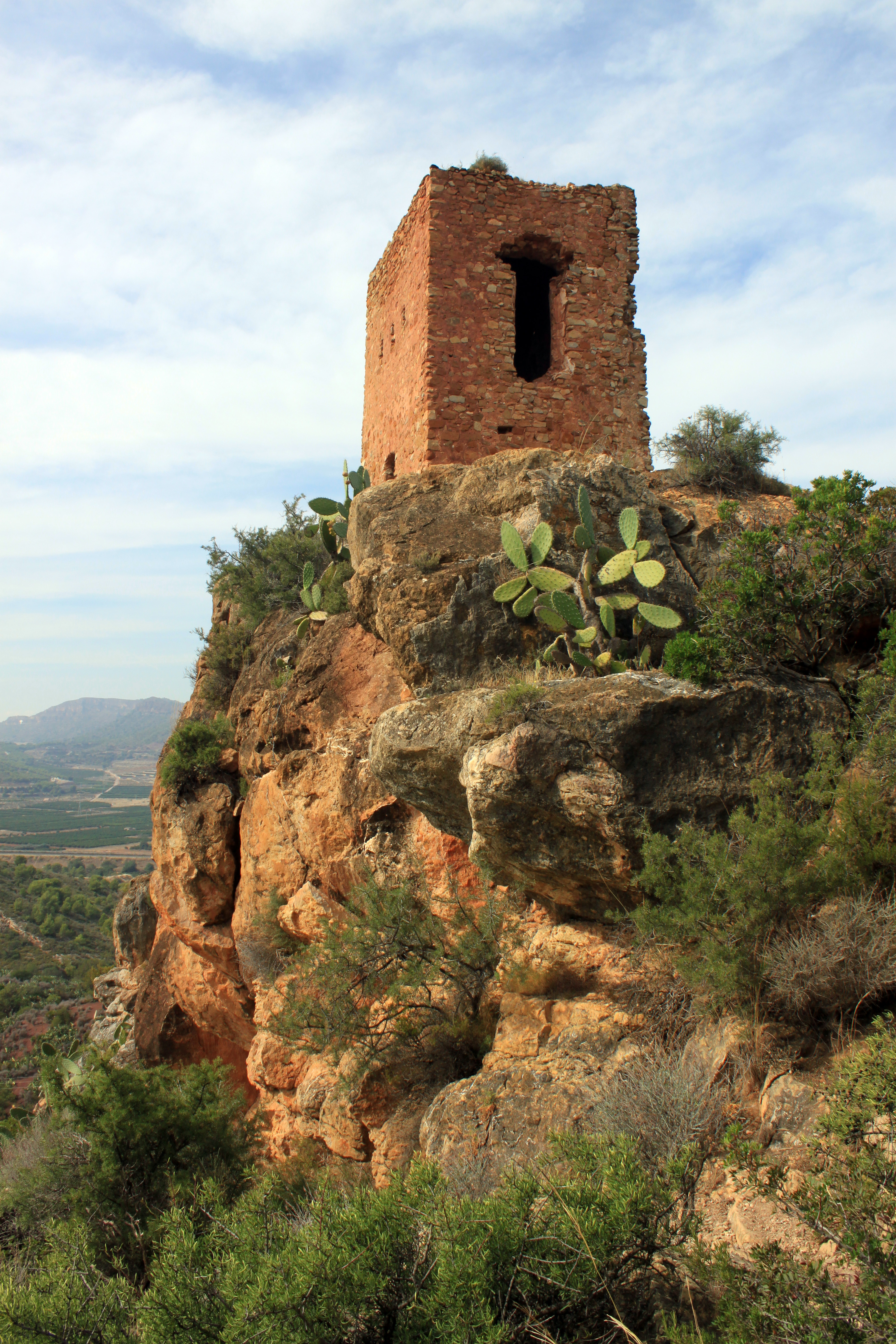
Torre Ponent

- Muralles. Les muralles de la ciutat daten del segle xiv i han estat restaurades recentment.

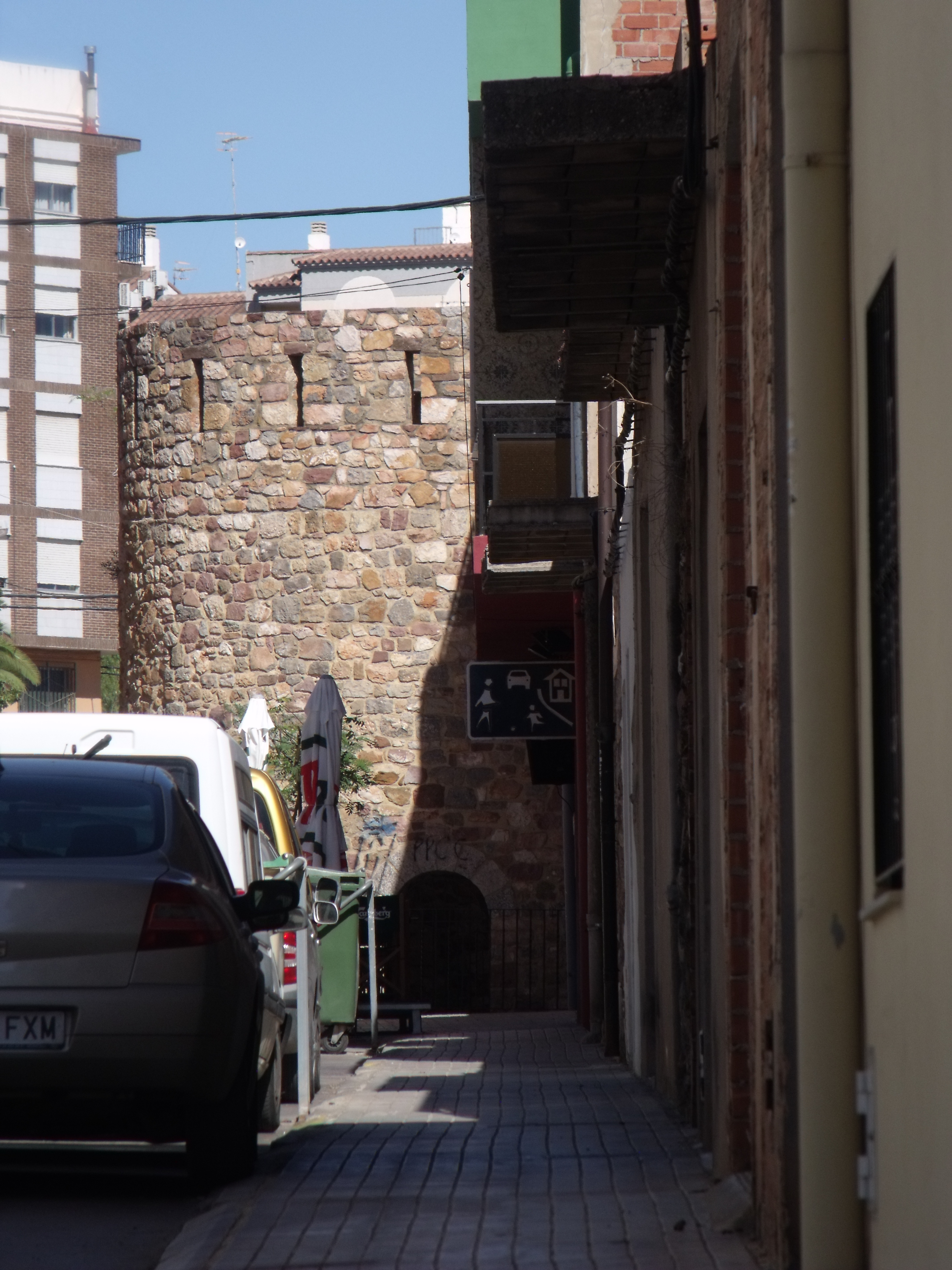
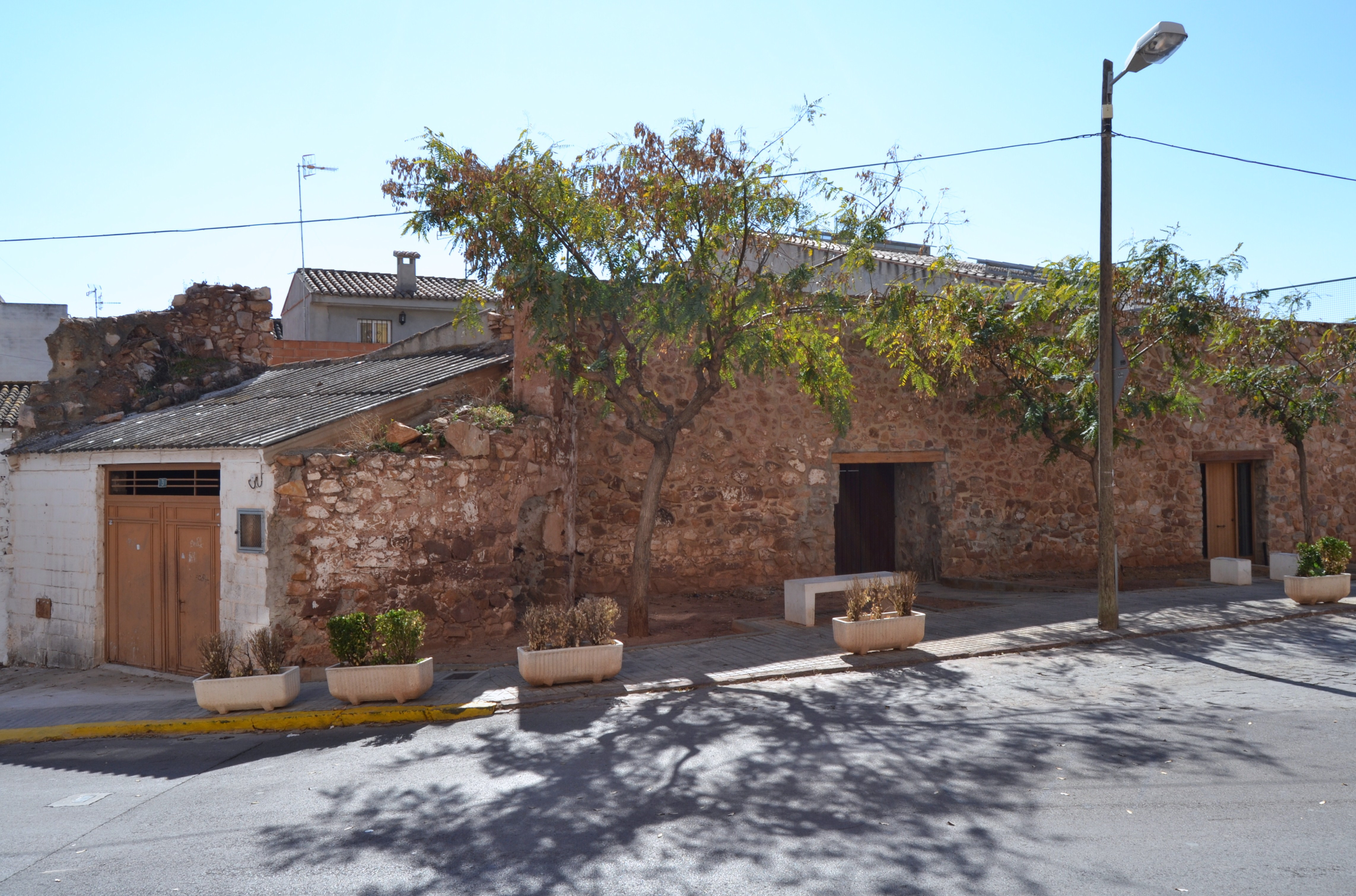
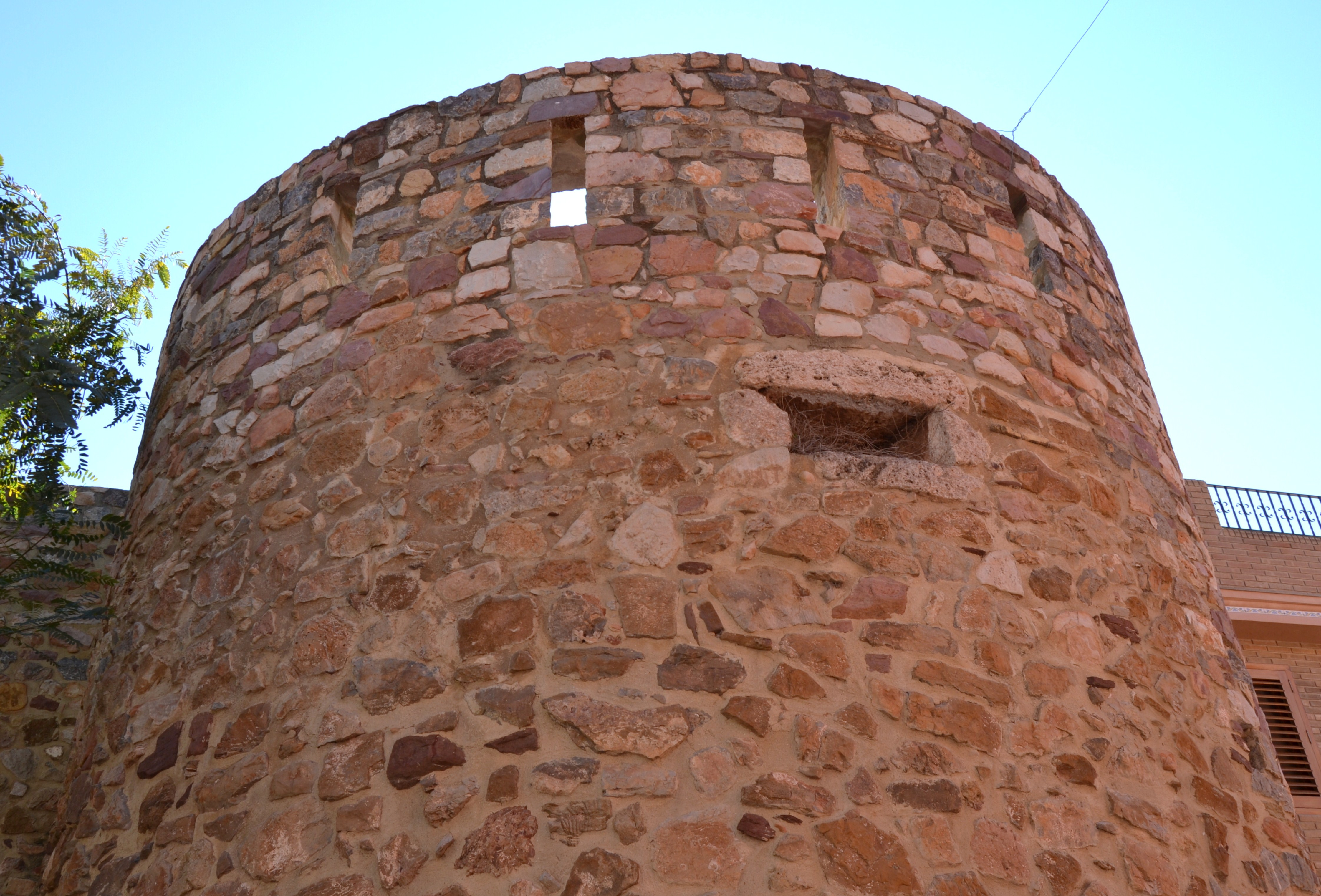
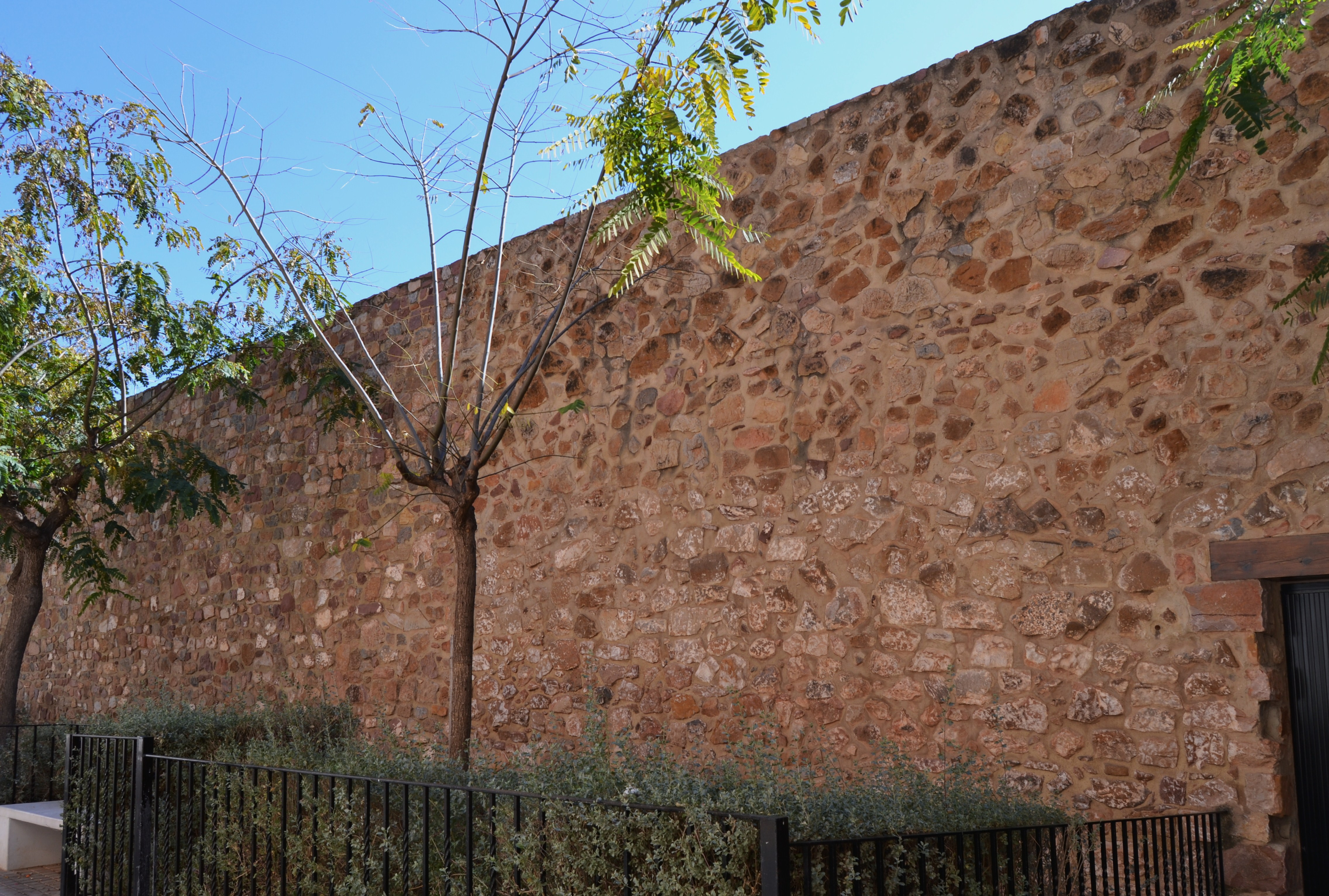

## Llocs d'interés
- Marjal i Estany d'Almenara. Pertany a la xarxa Natura 2000 amb 1550 ha les que s'han inclòs dins del LIC. Dins del Catàleg de Zones Humides de la Generalitat Valenciana pertany al grup denominat albuferes i marjals litorals. Dins dels límits del Paratge es pot trobar una ampla gamma d'hàbitats, representatius del paisatge de les nostres terres. Confluïxen els propis de muntanya amb els de les zones humides. L'Estany és un paratge declarat Microrreserva de Flora i format per tres llacunes, resta d'una antiga zona humida que ha conservat les seues característiques gràcies a dos ulls d'aigua dolça que ragen constantment. Igual que en altres zones humides de la costa mediterrània podrem contemplar nombroses espècies d'aus aquàtiques i peixos.

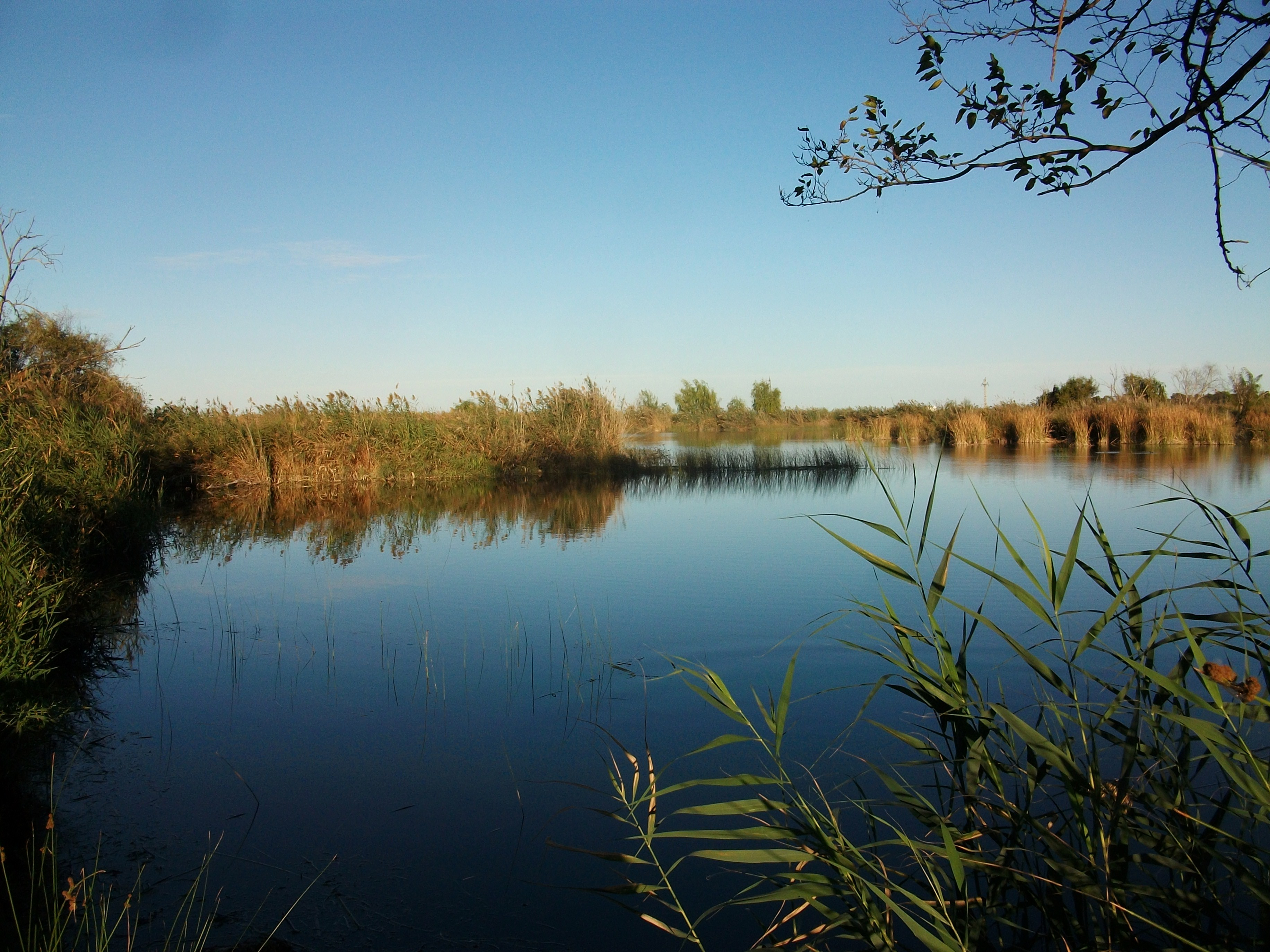
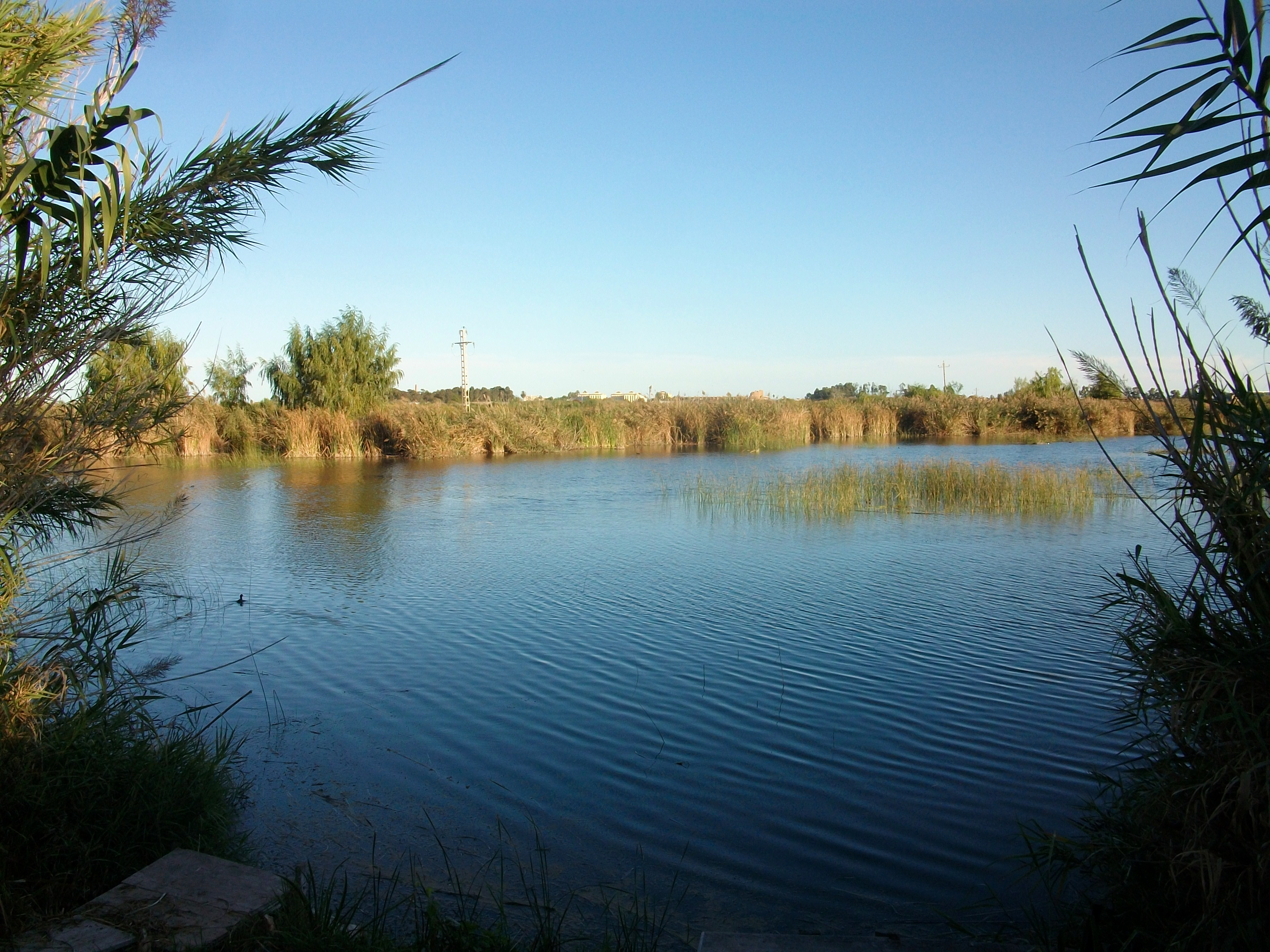
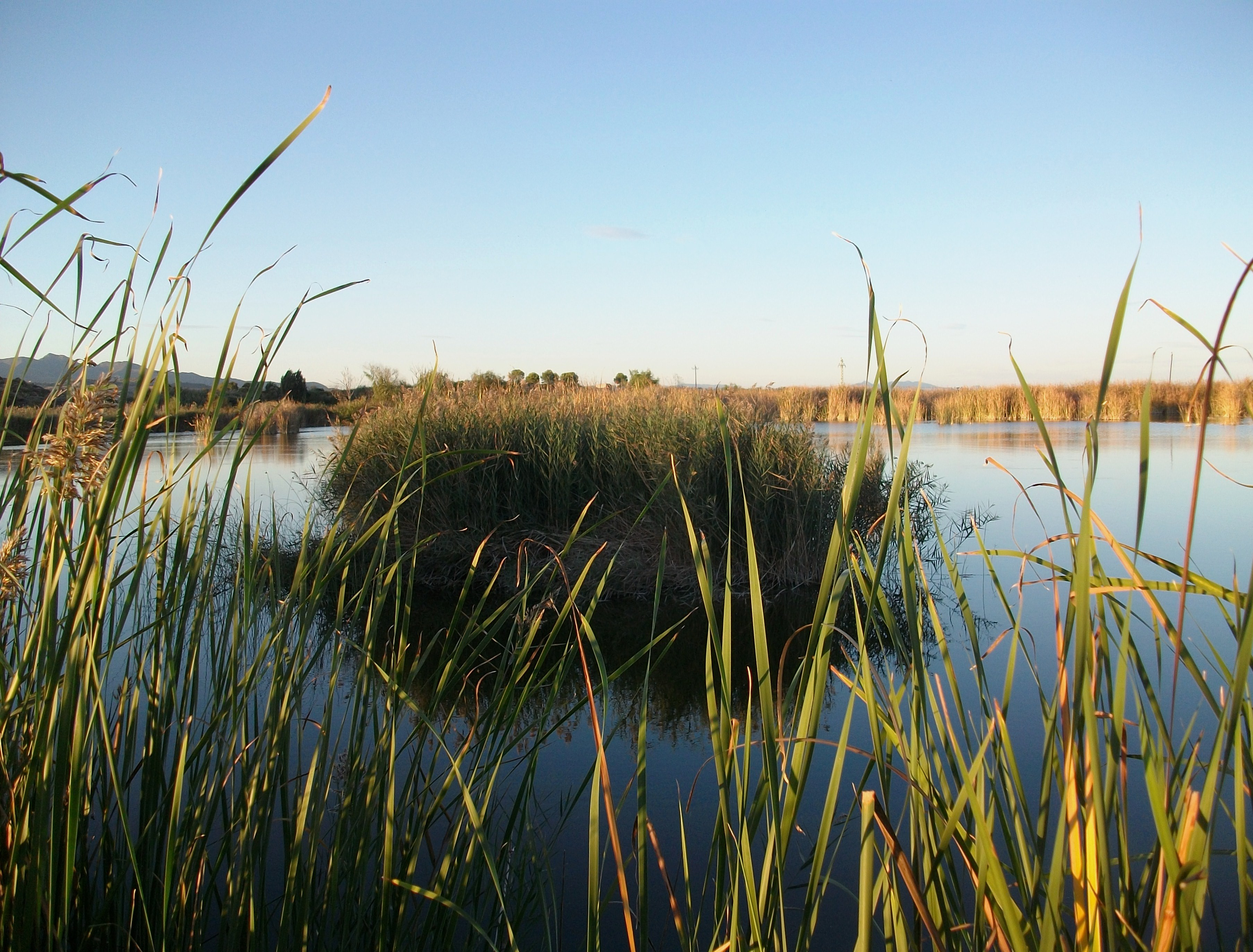
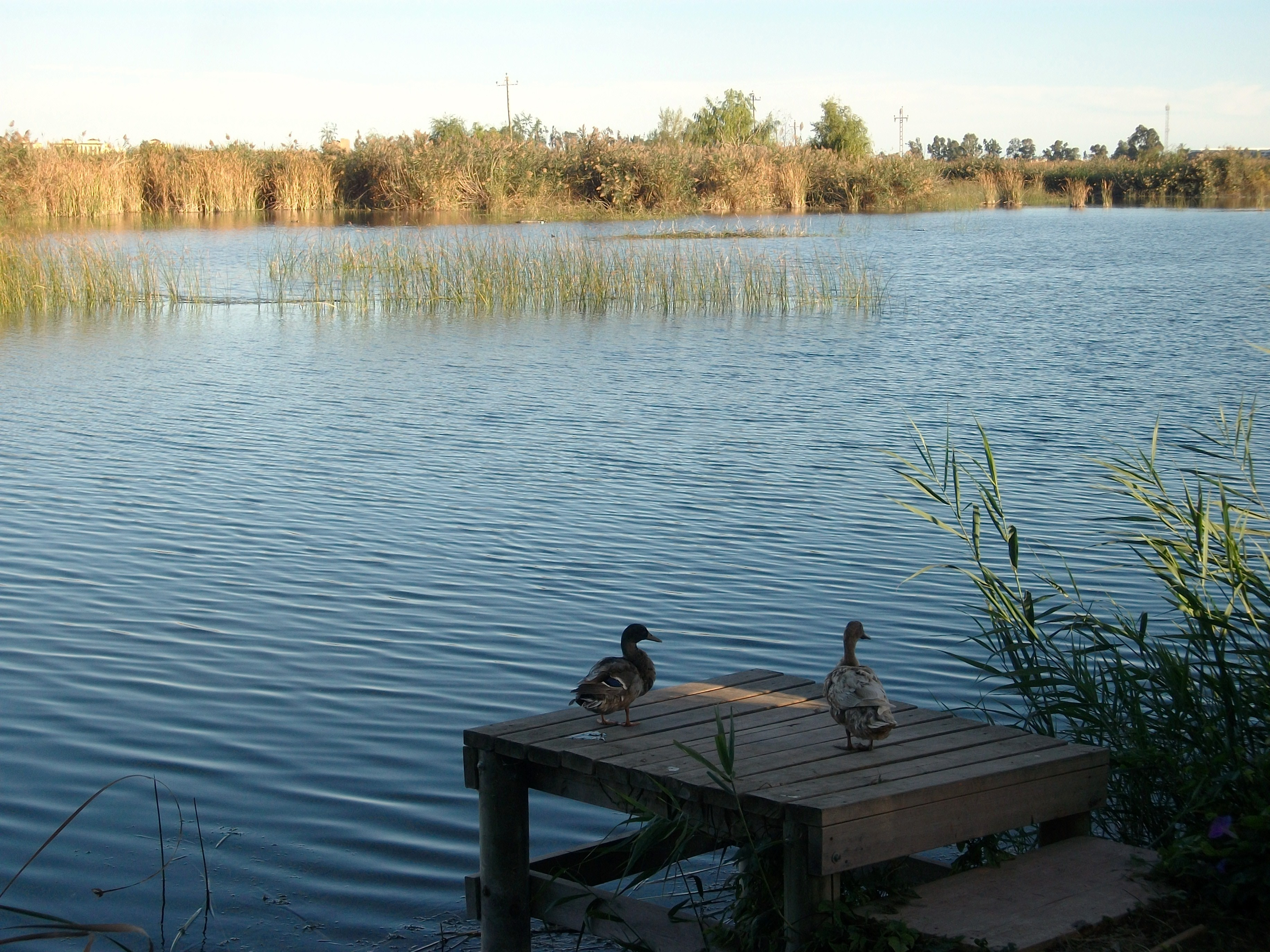
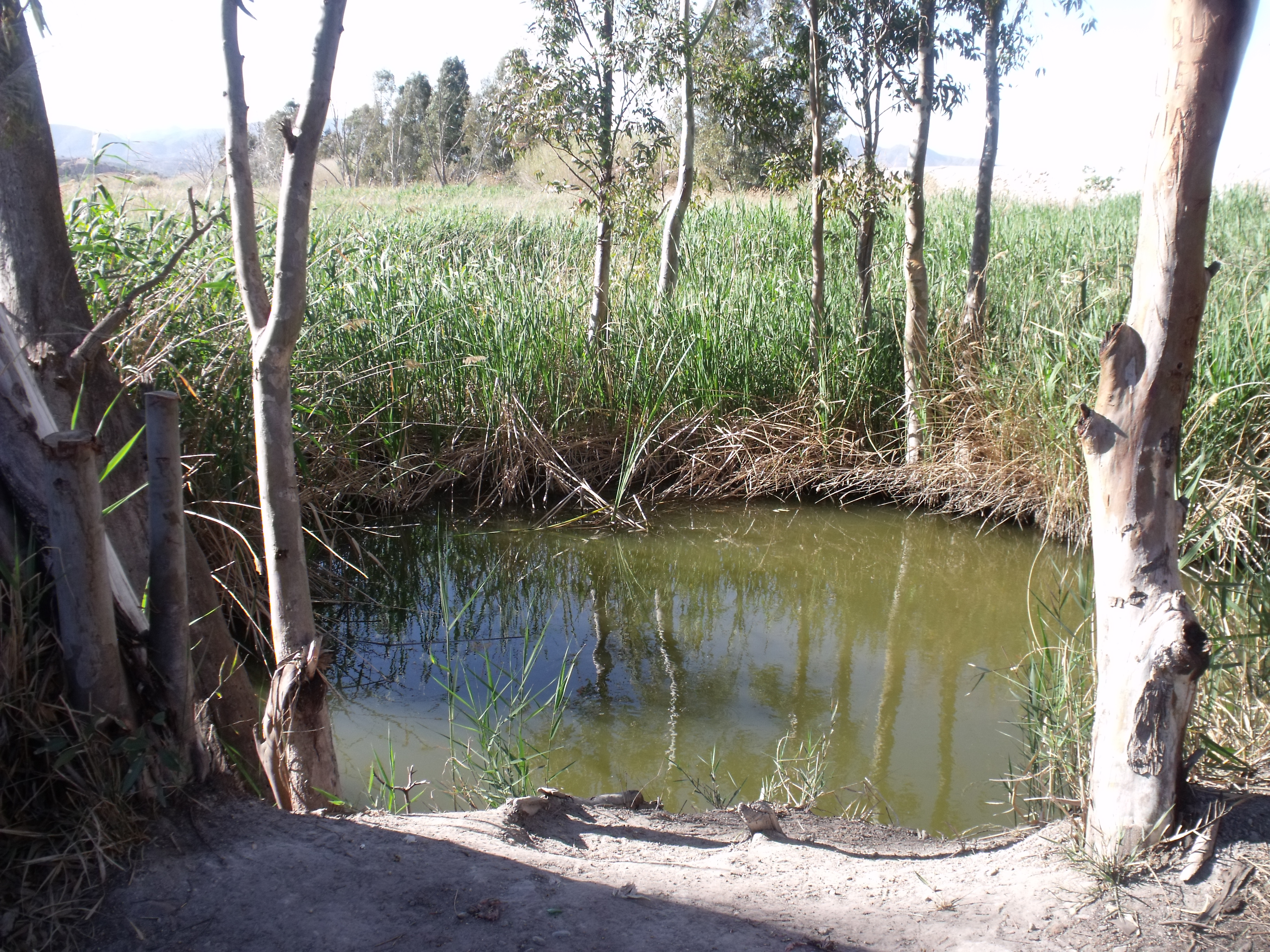
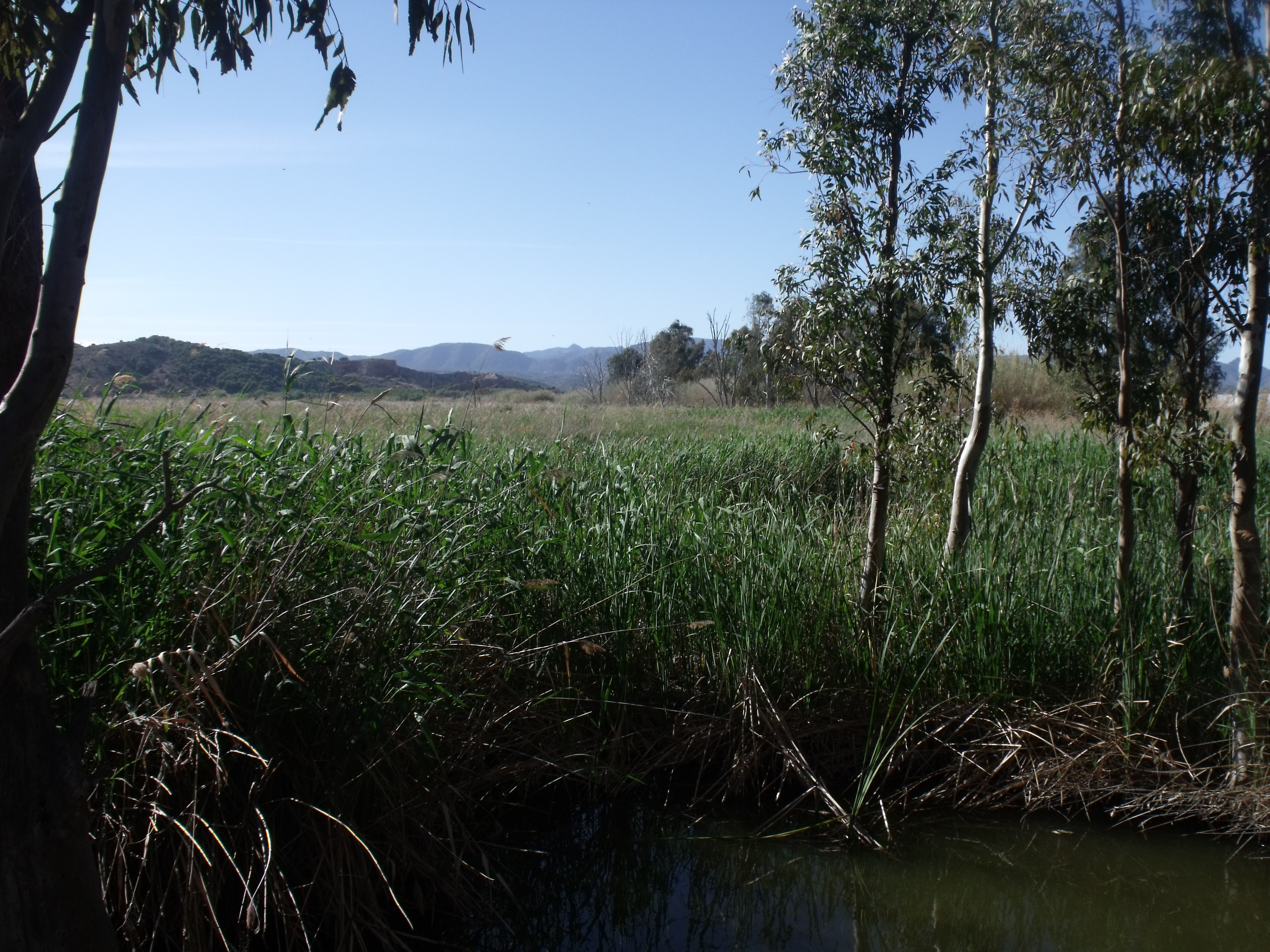
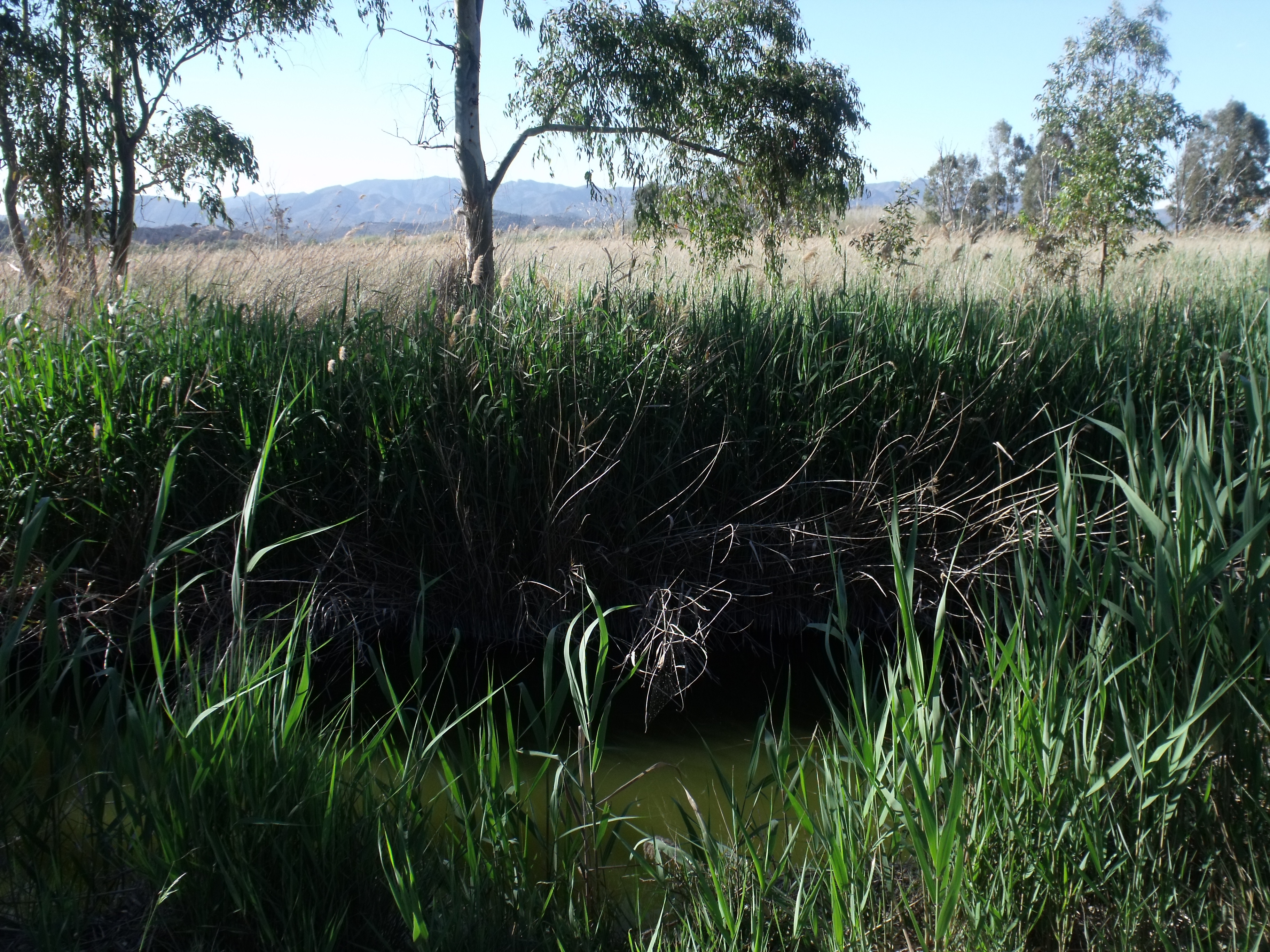

- Platja Casablanca. Té prop de 4 km de longitud. És una platja de sorra i grava. Com que està lliiure de dics i esculleres, les seues aigües en continu moviment es mantenen netes i transparents.

## Festes i celebracions
- Sant Antoni. Se celebra al gener. Benedicció d'animals i foguera veïnal.
- Santa Cecília. Se celebra al novembre. És la festa de l'associació musical.
- Sant Roc. Se celebren a l'agost. Les activitats tenen lloc en la platja.
- Festes Patronals. En honor de Ntra. Sra. del Bon Succés i Sant Roc. Se celebren l'últim dissabte de setembre.
- Festes Populars del Barri de Dalt. Se celebren al juny.
- Festes Populars del Barri de Sant Doménec. Se celebren al juliol.
- Festes Populars del Barri del Raval. Se celebren a l'agost.
- Falles. Se celebren al març. Hi ha dues falles: Falla El Compromís i la Falla Els Pescadors.